# Messerschmitt Bf 109
El Messerschmitt Bf 109 fue un avión de caza alemán de la Segunda Guerra Mundial, diseñado por un equipo al mando de Wilhelm Willy  Emil Messerschmitt a principios de los años 30, cuando era diseñador jefe de la Bayerische Flugzeugwerke (de ahí que su prefijo sea Bf). Fue uno de los primeros cazas realmente modernos de la época, incluyendo características tales como una construcción monocasco totalmente metálica, carlinga cerrada y tren de aterrizaje retráctil. Después de haber pasado por su bautismo de fuego en la guerra civil española, el Bf 109 permaneció en servicio hasta el nacimiento de la era de los reactores al final de la Segunda Guerra Mundial, tiempo durante el cual fue la espina dorsal de la fuerza de cazas de la Luftwaffe alemana. Con un motor de 12 cilindros en V invertido, el fenomenal Daimler-Benz DB601, el Bf 109 fue complementado, pero nunca completamente reemplazado en servicio, por el Focke-Wulf Fw 190, a partir de finales de 1941.
Originalmente concebido como un interceptor, posteriormente fueron desarrollados modelos para cumplir con múltiples tareas, actuando como escolta de bombarderos, cazabombardero, caza diurno, nocturno y todo tiempo, avión de ataque a tierra y como avión de reconocimiento. Fue suministrado a varios Estados de menor importancia del Eje durante la Segunda Guerra Mundial, y sirvió en varios países durante muchos años después de la guerra. El Bf 109 fue el avión militar más extensamente producido de la Segunda Guerra Mundial, con 30 573 ejemplares construidos durante la guerra, y el avión de caza más producido de la historia, con un total de 33 984 unidades producidas hasta abril de 1945.
El Bf 109 fue pilotado por los tres ases de la aviación alemanes con más derribos en la Segunda Guerra Mundial: Erich Hartmann, Gerhard Barkhorn y Günther Rall, quienes lograron unas 928 victorias entre ellos mientras pilotaban con la Jagdgeschwader 52, principalmente en el Frente Oriental; así como por el mayor as alemán en la Campaña en África del Norte, Hans Joachim Marseille (también conocido como «la estrella de África»). Asimismo fue pilotado por el mayor as no alemán, el finés Ilmari Juutilainen, y varios pilotos exitosos más, en particular de Finlandia, Rumanía, Croacia y Hungría. A través de un desarrollo constante, el aparato continuó siendo competitivo hasta el final de la guerra, pudiendo enfrentarse con cualquiera de los aviones de caza de los Aliados, y al mismo tiempo mostró los límites de lo que podría lograrse con cazas propulsados con motores de pistones.

## Diseño y desarrollo

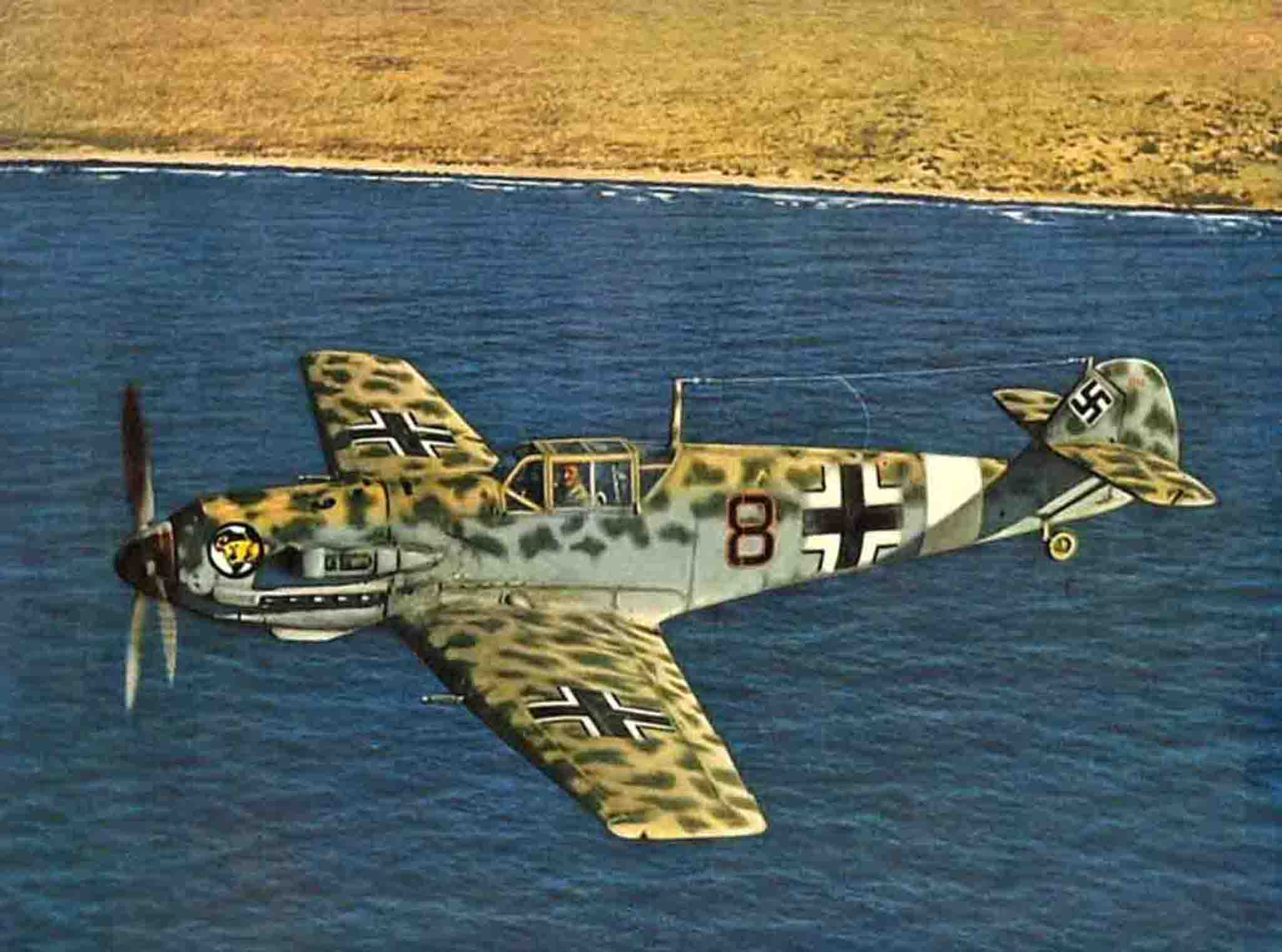
Bf 109E-4/Trop del JG 27 frente a la costa norteafricana a mediados de 1941.

El nacimiento del Bf 109 fue resultado de una disputa política entre Erhard Milch y Willy Messerschmitt, que amenazó la supervivencia de la Bayerische Flugzeugwerke, sociedad de capital privado dirigida por el segundo. La quiebra logró evitarse cuando la compañía emprendió la construcción de un nuevo avión de transporte para un grupo financiero rumano. Disgustados con la actitud de independencia de Messerschmitt, los funcionarios del Reichsluftfahrtministerium (RLM, o Ministerio del Aire del Reich) se encontraron con que Messerschmitt argumentaba que se había visto obligado a buscar apoyos en el extranjero dada la falta de ayuda por parte alemana. Aunque no de muy buena gana, el RLM confió a la compañía, así como a Arado Flugzeugwerke, Focke-Wulf y Heinkel, contratos para el desarrollo de un caza.

### Concepto
El diseño de Messerschmitt, que empleaba elementos del excelente cuatriplaza deportivo Messerschmitt Bf 108 Taifun, cristalizó en un diseño sobresaliente y muy avanzado. El concepto era un caza de superioridad aérea de corto alcance, monoplano de ala baja trapezoidal, fuselaje monocasco totalmente metálico, tren de aterrizaje retráctil, slats automáticos tipo Handley Page y cabina cerrada eyectable. Se preveía propulsarlo con un nuevo motor en V invertida que permitiera un morro afilado y la instalación de armamento disparando a través del eje de la hélice, al estilo del motor Hispano suiza HS-8Ca de 1917, para lo cual se proyectó el Junkers Jumo 210A, pero este no estuvo listo para ser instalado en el prototipo Bf 109 V1, por lo que tuvo que emplearse un motor importado Rolls-Royce Kestrel VI de 695 hp; el nuevo aparato voló en septiembre de 1935 con la matrícula civil D-IABI.
Cuando realizó en Travemünde los vuelos de competición con el Arado Ar 80 V1, el Focke-Wulf Fw 159 V1 y el Heinkel He 112 V1, el Bf 109 tuvo un buen comportamiento, a pesar de algún problema menor, y ante la general sorpresa obtuvo un contrato por 10 prototipos de desarrollo. Otros tres prototipos, el Bf 109 V2, matriculado D-IUDE, el Bf 109 V3 D-IOQY y el Bf 109 V4 D-IALI, llegaron a volar en 1936, propulsados por motores Jumo 210A, y con dos ametralladoras sincronizadas MG 17 sobre el capó. Sin embargo, hubo rumores de que el Hawker Hurricane y el Supermarine Spitfire británicos iban a ser armados con cuatro ametralladoras, por lo que los Bf 109 V3 y V4 volaron con una tercera MG 17 que debía disparar a través del buje de la hélice. La proyectada versión Bf 109A, que debía ser provista de dos ametralladoras, no llegó a fabricarse, y los primeros ejemplares de preserie del BF 109B-0 volaron a comienzos de 1937, al mismo tiempo que los prototipos Bf 109 V5, V6 y V7.

### Prototipos

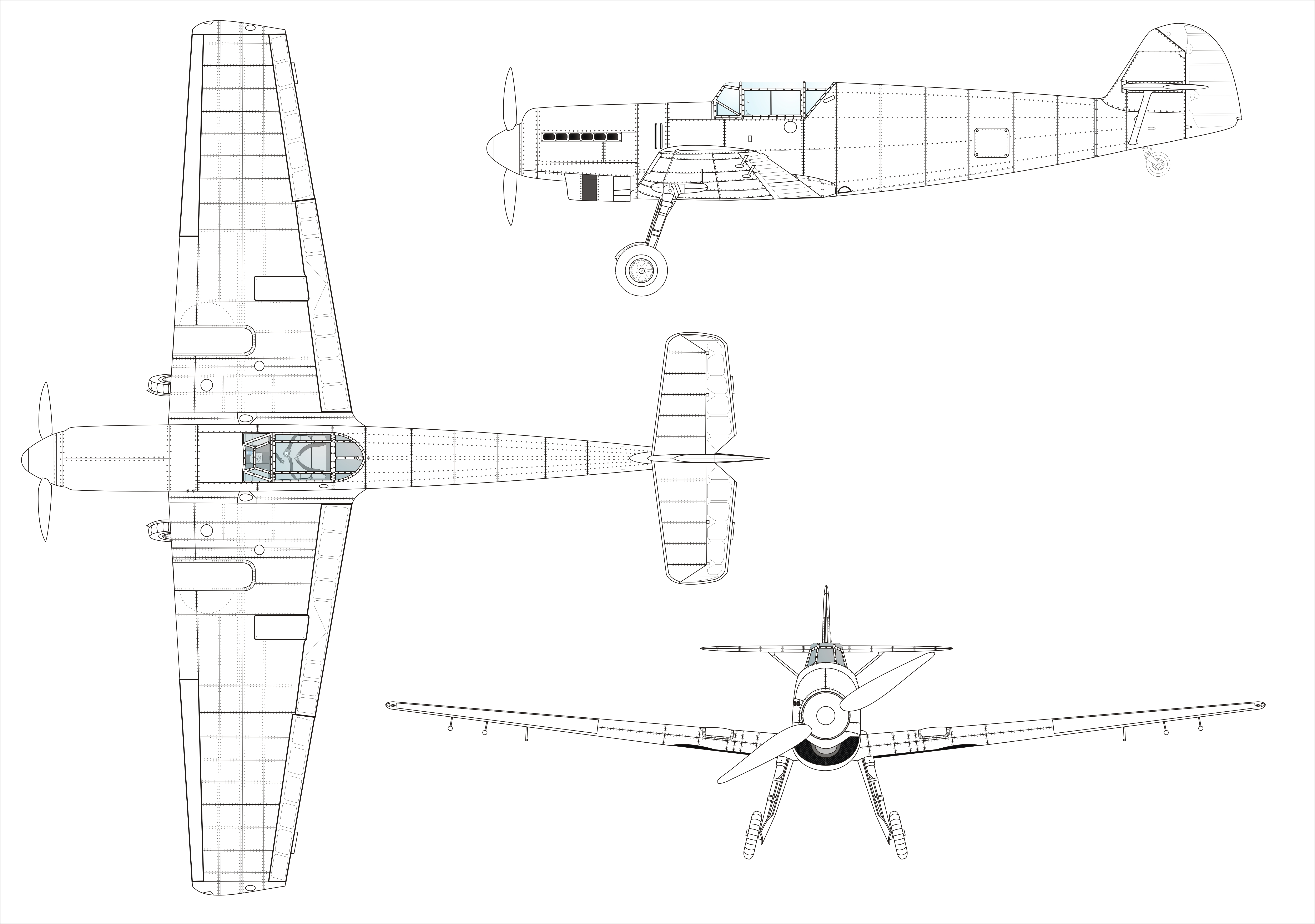
Messerschmitt Bf 109 V1, el primer prototipo, equipado con motor inglés Rolls-Royce Kestrel VI.

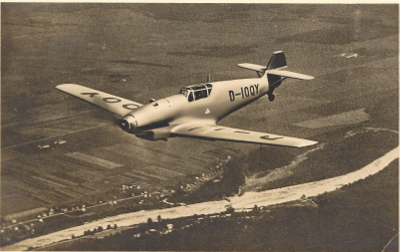
Prototipo V3.

Los trabajos de diseño del proyecto P.1034 de Messerschmitt comenzaron en marzo de 1934, y solo tres semanas después el contrato de desarrollo fue adjudicado. La maqueta básica fue terminada en mayo del mismo año, y una maqueta de diseño más detallado estuvo lista en enero de 1935. El Ministerio del Aire del Reich (RLM o Reichsluftfahrtministerium) designó este modelo como ‘Bf 109’, el siguiente número disponible de una serie de números asignados al fabricante Bayerische Flugzeugwerke (BFW), según el sistema de designación de aeronaves del RLM.
El primer prototipo, denominado V1 (Versuchsflugzeug 1, en alemán ‘avión experimental 1’), con registro civil D-IABI, fue completado en mayo de 1935. Pero como los motores alemanes aún no estaban listos, con el fin de tener los diseños "RIII" listos para volar, el RLM irónicamente adquirió cuatro motores británicos Rolls-Royce Kestrel VI mediante un acuerdo en el que transfería a Rolls-Royce un avión Heinkel He 70 Blitz como banco de pruebas para motores. Messerschmitt recibió dos de esos motores y comenzó a adaptar los soportes del motor del V1 para montar el motor V12 en posición vertical. El V1 realizó su primer vuelo a finales de mayo de 1935 en Haunstetten, pilotado por Hans-Dietrich "Bubi" Knoetzsch. Tras cuatro meses de pruebas en vuelo, el avión fue entregado en septiembre al centro de pruebas de la Luftwaffe de Rechlin para participar en la competición de diseños.
A finales del verano de 1935 estuvieron listos los primeros motores Jumo, y el V2 fue completado en octubre, utilizando un motor Jumo 210A de 449 kW (600 hp). A continuación llegó el prototipo V3, el primero en ser equipado con armamento, pero este no voló hasta mayo de 1936 debido a un retraso en la obtención de otro motor Jumo 210.

### Producción

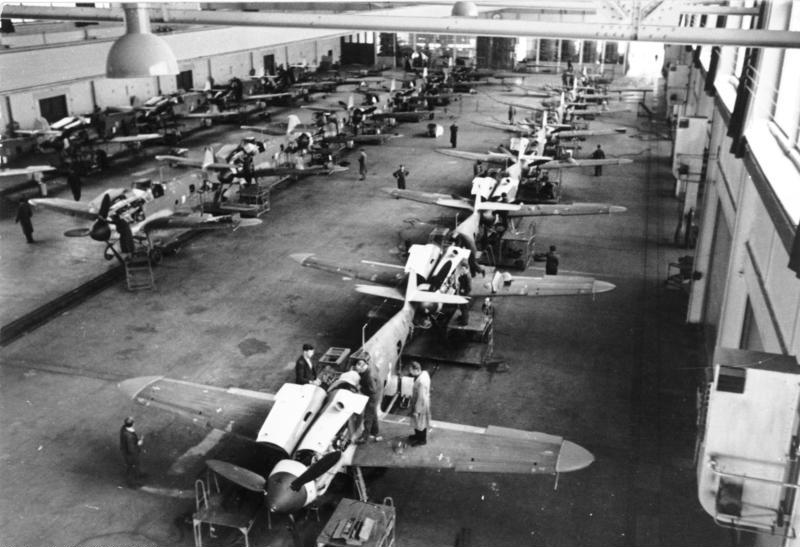
Línea de ensamblaje de cazas Bf 109 G-6 en una fábrica de aeronaves alemana, 1943.

Al comenzar la Segunda Guerra Mundial, la Luftwaffe había homogeneizado su dotación de cazas con el Bf 109. La versión Bf 109D, aunque todavía en servicio y producida en cantidades considerables, estaba cediendo lugar al Bf 109E (popularmente conocido como «Emil»). A finales de 1938 se produjeron diez Bf 109E-0 de preserie, con dos ametralladoras MG 17 en el morro y otras dos en las alas; iban propulsados por un motor Daimler-Benz DB 601A-1 de 1100 hp. Los Bf 109E-1 de serie comenzaron a salir de la fábrica de Augsburgo a comienzos de 1939, simultáneamente con la versión Bf 109E-3 con dos cañones MG FF de 20 mm en lugar de las ametralladoras alares. La velocidad máxima era de 570 km/h a 3750 m, y el techo de vuelo 11 000 m, prestaciones que permitieron al Bf 109E enfrentarse con todos sus adversarios en los primeros ocho meses de la guerra. El Bf 109E-1/B, puesto en servicio poco después, era un cazabombardero capaz de llevar una bomba de 250 kg bajo el fuselaje.
La fabricación del «Emil» fue trasladada en 1939 de Augsburgo a Ratisbona para permitir la producción del caza bimotor Messerschmitt Bf 110, al tiempo que se llegaba con Ago, Arado, Erla y WNF a un acuerdo de subcontratación que posibilitó la entrega de no menos de 1540 aparatos ese año. En vísperas de la invasión de Polonia, la Jagdverband comprendía 12 Gruppen equipados con 850 Bf 109E-1, E1/B y E-3, y uno dotado de Arado Ar 68. Unos 235 Bf 109D-1 servían todavía en las filas de la Zerstörergeschwader. Desde 1939 hasta 1941 fue con diferencia la espina dorsal del arma de caza alemana y continuó siendo hasta el final de la guerra uno de los más importantes cazas de la Luftwaffe.
| Fábrica, localización         | Hasta 1939 | 1939 | 1940 | 1941 | 1942 | 1943 | 1944   | 1945* | Totales* |
| ----------------------------- | ---------- | ---- | ---- | ---- | ---- | ---- | ------ | ----- | -------- |
| Messerschmitt, Ratisbona      |            |      |      | 203  | 486  | 2164 | 6329   | 1241  | 10 423   |
| Arado, Warnemünde             |            |      |      | 370  |      |      |        |       | 370      |
| Erla, Leipzig                 |            |      |      | 683  | 875  | 2015 | 4472   | 1018  | 9063     |
| Fieseler, Kassel              |            |      |      | 155  |      |      |        |       | 155      |
| W.N.F., Wiener Neustadt       |            |      |      | 836  | 1297 | 2200 | 3081   | 541   | 7892     |
| Győri Wagon- és Gépgyár, Győr |            |      |      |      |      | 39   | 270    |       | 309      |
| Ago, Oschersleben             |            |      |      | 381  |      |      |        |       | 381      |
| Totales                       | 1860       | 1540 | 1868 | 2628 | 2658 | 6418 | 14 152 | 2800  | 33 984   |

- Hasta finales de marzo de 1945.

### Introducción en servicio

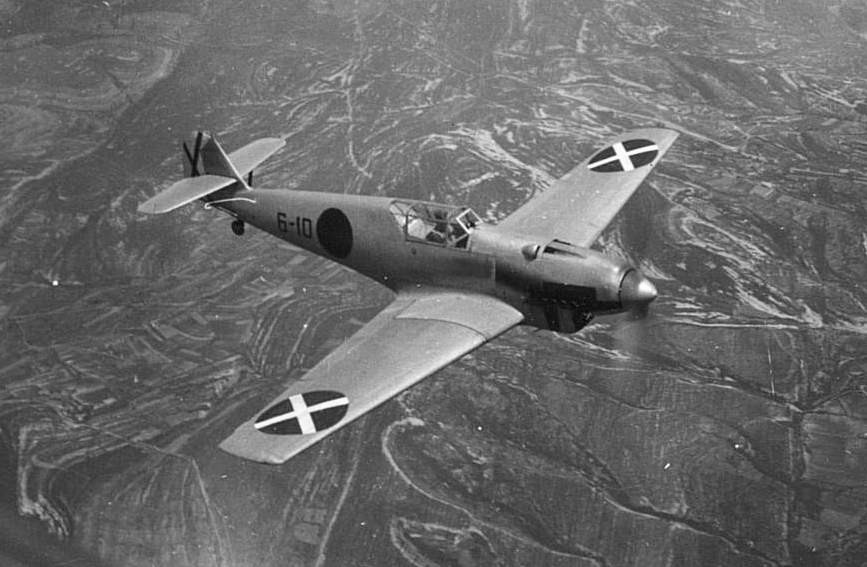
Bf 109 de la Legión Cóndor durante la guerra civil española (1936-1939).

La primera participación del Bf 109 en teatros operativos fue en la guerra civil española. A finales de 1936, varios prototipos estaban siendo evaluados en condiciones semioperacionales en la guerra civil española (concretamente, de los diez primeros prototipos, se enviaron a España tres, los V3, V4 y V5 en diciembre de 1936). Y en el mes de abril de 1937 se dotó ya a la 2.ª Escuadrilla de Caza de la Legión Cóndor (II/JG-88) con varios Bf 109B bajo el mando de Günther Lützow, llegando a participar en el bombardeo de Guernica en la escolta de bombarderos. En España se produjo además el primer derribo de un Messerschmitt Bf 109, pilotado por Guido Höness, a cargo de los pilotos republicanos Evgeniy Ptukhin y Boško Petrović, el 8 de julio en las inmediaciones de Brunete. Otras fuentes atribuyen este derribo al estadounidense Frank Glasgow Tinker. Los tres Staffeln del Jagdgruppe 88 que participaron en el conflicto fueron equipados con ejemplares de serie de las versiones Bf 109B, C, D y E, y obtuvieron una experiencia que no solo ayudó al desarrollo del aparato propiamente dicho, sino al de las tácticas de la guerra aérea en general; hombres como Werner Mölders y Adolf Galland, que combatieron en España a los mandos de Bf 109, desarrollaron allí tácticas básicas de combate aéreo que permanecerían vigentes durante mucho tiempo.
Las ventajas en combate se centraban en su reducida sección frontal y morro afilado que le daban un bajo coeficiente de penetración aerodinámica, gran aceleración en picado y en trepada, así como un excelente comportamiento a gran altura gracias la eficacia del motor Daimler-Benz DB601, capaz de operar bajo condiciones de G negativa cuando muchos sistemas de carburación dejan de funcionar. 
Sus mayores defectos en la versión Gustav eran su pobre visibilidad, debido al diseño de la cabina, cuadrada, con marcos demasiado grandes, problema que se palió con el diseño de una nueva cabina llamada «Erla» sin montantes y con el blindaje protector de la cabeza del piloto de cristal antibalas. La pérdida de maniobrabilidad en las últimas versiones (Bf 109G-6 y Bf 109K) fueron a cambio de más velocidad y potencia. Los pilotos menos experimentados encontraban serias dificultades a la hora de tomar tierra con el Bf 109, ya que su tren de aterrizaje retráctil soportaba bien las grandes cargas de los aterrizajes duros, pero era poco resistente a los esfuerzos laterales y su estabilidad en aterrizajes con viento lateral resultaba más bien escasa.

## Historia operacional

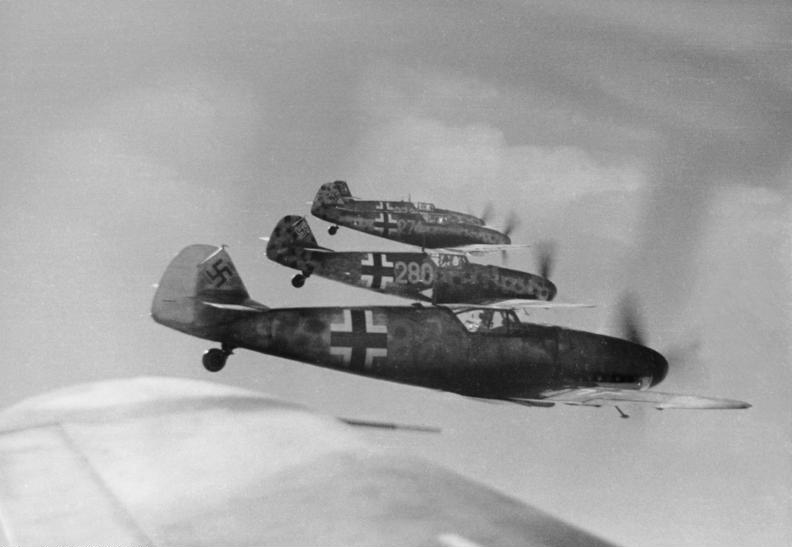
Formación de cazas Bf 109 en diciembre de 1944.

Los primeros Bf 109A entraron en servicio en la guerra civil española. En septiembre de 1939, el Bf 109 se convirtió en el principal caza de la Luftwaffe para la Segunda Guerra Mundial, reemplazando a los cazas biplanos, y fue decisivo en la obtención de la superioridad aérea para la Wehrmacht durante la Blitzkrieg. Durante la Batalla de Inglaterra el modelo fue preparado para desempeñar nuevas funciones como caza de escolta, un papel para el que no había sido diseñado originalmente, y fue ampliamente empleado como cazabombardero, así como avión de fotorreconocimiento. A pesar de los resultados irregulares sobre Inglaterra, con la introducción del mejorado Bf 109F en servicio operativo generalizado en la primavera de 1941, el Bf 109 resultó ser de nuevo un caza muy efectivo durante la Invasión de Yugoslavia, la Batalla de Creta, la Operación Barbarroja (invasión de la Unión Soviética) y durante el Sitio de Malta.
En 1942, comenzó a ser parcialmente reemplazado por el nuevo caza alemán Fw 190 en Europa Occidental, pero continuó sirviendo en multitud de misiones en el Frente Oriental y en la Defensa del Reich, así como con el Afrika Korps de Erwin Rommel en el Teatro de operaciones del Mediterráneo. El caza también fue suministrado a varios aliados de Alemania, incluyendo a Finlandia, Hungría, Rumania, Bulgaria, Croacia, y Eslovaquia.
Hasta la actualidad, el Bf 109 ha sido acreditado con más victorias aéreas que ningún otro avión. A ciento cinco (posiblemente ciento nueve) pilotos de Bf 109 se les atribuyó la destrucción de 100 o más aviones enemigos. Trece de esos hombres consiguieron más de 200 derribos, mientras que dos consiguieron más de 300. En total, a este grupo se le reconocen cerca de 15 000 derribos en conjunto. El estatus oficial de as de la aviación se concedía a cualquier piloto que consiguiera cinco o más derribos; aplicando esto a los pilotos de caza de la Luftwaffe y sus registros, resulta que más de 2500 pilotos alemanes obtuvieron el estatus de as. Contra los soviéticos, a los Bf 109G de la Fuerza Aérea de Finlandia se les atribuye una proporción de victorias de 25 a 1 a favor de los finlandeses.
Los Bf 109 húngaros fueron destruidos en Alemania por sus propios tripulantes el 6 de mayo de 1945, pero los Bf 109 de algunas naciones continuaron en servicio durante varios años después de la guerra. Rumania usó sus Bf 109 hasta 1955. La Fuerza Aérea Finlandesa no retiró sus Bf 109G hasta marzo de 1954. Suiza empleó sus Bf 109G hasta bien entrada la década de 1950. Los Hispano HA-1112 españoles, sin embargo, volaron durante más tiempo. Algunos permanecieron en servicio hasta mediados de los años 1960. Estos aparecieron en películas (en particular en La batalla de Inglaterra) desempeñando el papel de los Bf 109, y algunas células de Hispano fueron vendidas a museos que los reconstruyeron como Bf 109.

## Variantes

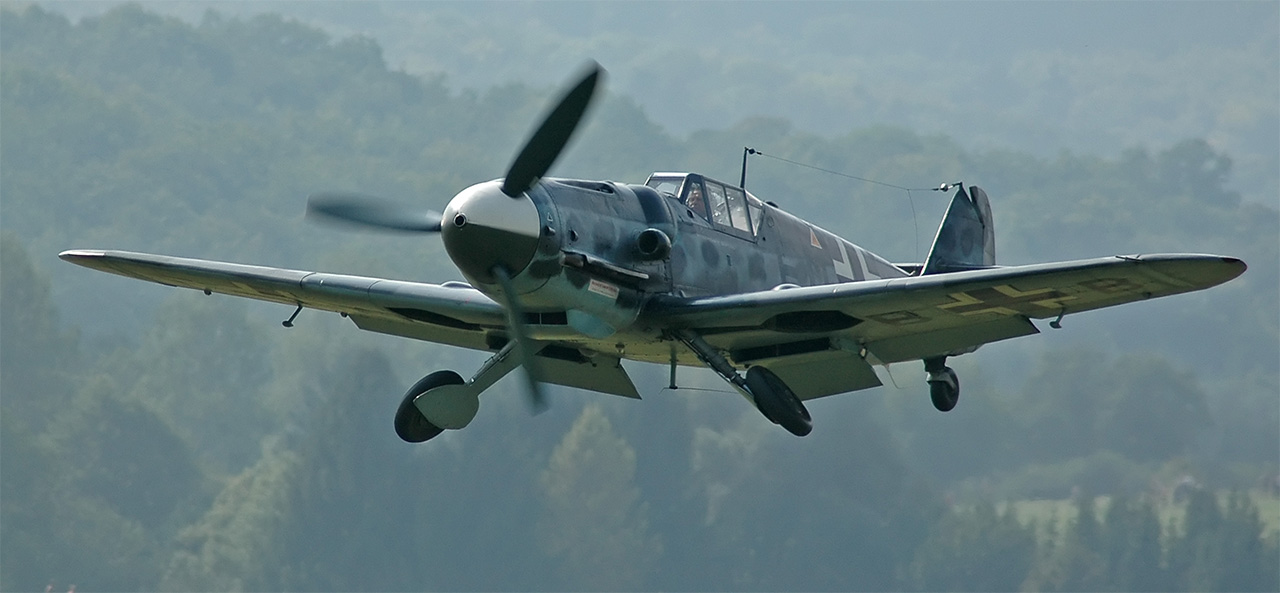
Un Bf 109G-6 reconstruido a partir de un Hispano Aviación HA-1112 por la Fundación Messerschmitt, volando en 2005.

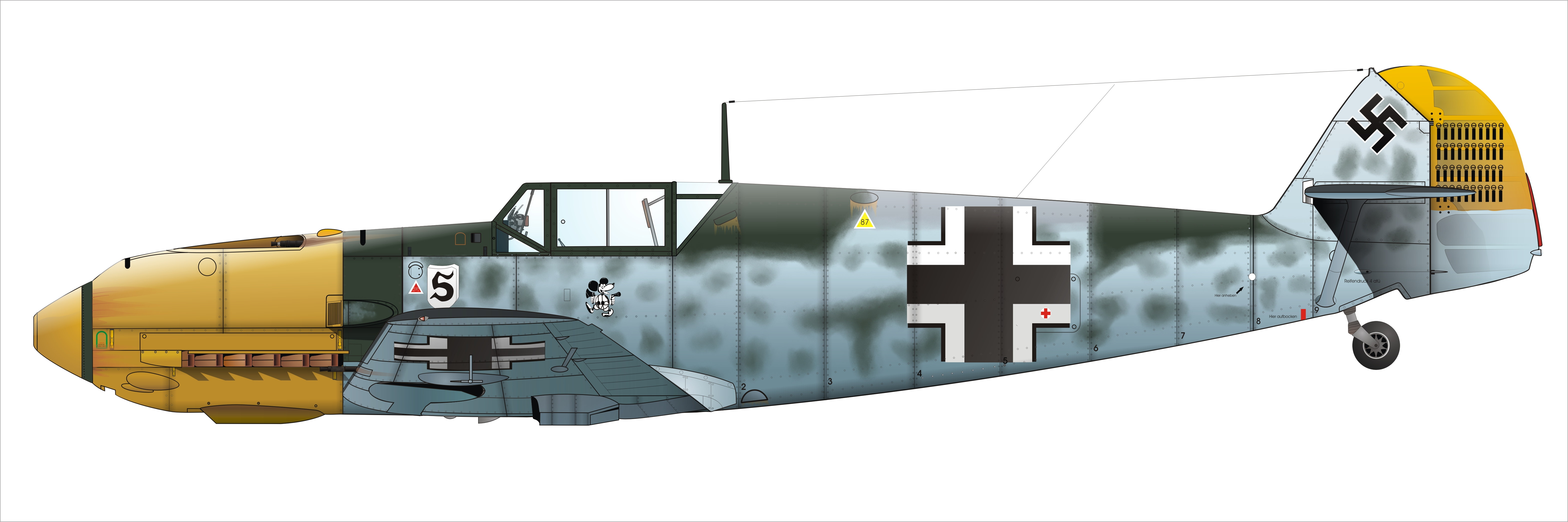
Messerschmitt Bf 109E del as Adolf Galland.

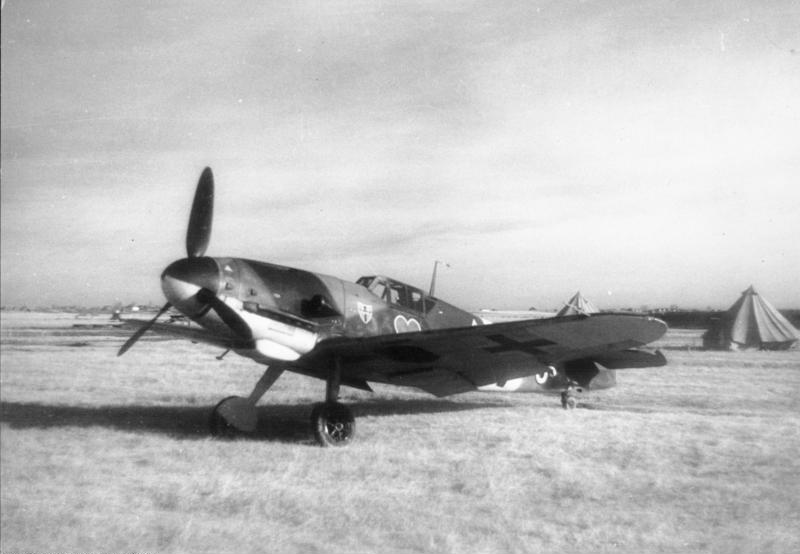
Un Bf 109G-2 de la unidad III./JG 54 en agosto de 1942.

Cuando el Bf 109 fue diseñado inicialmente en 1934, por un equipo liderado por Willy Messerschmitt y Robert Lusser, su función principal era la de un interceptor de bombarderos de corto alcance y de alta velocidad. El Bf 109 también se diseñó para aprovechar la mayoría de los avances en aerodinámica de la época e incluyó técnicas estructurales que fueron un adelanto sobre sus contemporáneos. En los años de la Blitzkrieg, el Bf 109 fue el único avión de caza monomotor utilizado por la Luftwaffe hasta la aparición del Focke-Wulf Fw 190.
El 109 permaneció en producción desde 1937 hasta 1945, dando lugar a muchas variantes y subvariantes diferentes. Los motores que lo propulsaban eran principalmente Daimler-Benz DB 601 y DB 605, y el Junkers Jumo 210 fue el que utilizaban la mayoría de las variantes de preguerra. El modelo más producido del Bf 109 fue el G; y más de un tercio del total de cazas 109 construidos fueron de la serie G-6, con cerca de 12 000 unidades fabricadas desde marzo de 1943.
Los primeros modelos de producción de las series A, B, C y D, propulsados por motores Junkers Jumo 210 de entre 670 y 700 hp, relativamente disponían de poca potencia. Unos cuantos prototipos de esos primeros ejemplares fueron convertidos para usar el más potente DB 600.
El rediseño más importante llegó con la serie E, incluyendo la variante navalizada del Bf 109E denominada Bf 109T (la T era la inicial de Träger, en español: portador). El Bf 109E, o Emil, introdujo una serie de cambios estructurales a fin de acomodar el más pesado, pero bastante más potente, motor Daimler-Benz DB 601 de 1100 hp, armamento más pesado y una mayor capacidad de combustible. Variantes posteriores de la serie E incluyeron en el fuselaje un soporte para bombas o depósitos de combustible suplementarios, y usaban el motor DB 601N de mayor potencia. El 109E entró en servicio con la Legión Cóndor durante la etapa final de la guerra civil española y fue la versión principal desde comienzos de la Segunda Guerra Mundial hasta mediados de 1941, cuando fue reemplazado por el 109F en el papel de avión de caza puro en servicio de la Luftwafe. También fueron ensamblados ocho aviones 109E por Dornier-Werke en Suiza en 1946, utilizando estructuras construidas bajo licencia; y se ensambló una novena estructura utilizando piezas de repuesto.
El segundo rediseño principal tuvo lugar entre 1939 y 1940 con la serie F. El Friedrich presentaba un rediseño completo de alas, del sistema de refrigeración y de la aerodinámica del fuselaje, y era propulsado por el DB 601N de 1175 hp (versiones F-1 y F-2) o el DB 601E de 1350 hp (versiones F-3, F-4). Considerada como la mayor filigrana en el desarrollo del Bf 109, la serie F abandonó el cañón de ala y concentró todo el armamento en la parte frontal del fuselaje: un único cañón de 15 o 20 mm detrás del motor, que disparaba entre las bancadas de cilindros y a través del cono y del eje de la hélice, acompañaba a la pareja de ametralladoras situada por encima del propulsor y sincronizadas con la hélice. Esta configuración fue usada en todas las subsiguientes variantes. Unos cuantos Bf 109F se llegaron a utilizar operacionalmente a finales de la Batalla de Inglaterra en 1940, pero no entró en servicio extendido hasta la primera mitad de 1941, reemplazando al 109E.
La serie G, o Gustav, fue introducida a mediados de 1942; sus primeras variantes (de G-1 a G-4) solo diferían del Bf 109F en pequeños detalles, el principal cambio era que estaban motorizados con el propulsor más potente Daimler-Benz DB 605 de 1475 hp. Las variantes de número impar fueron fabricadas con cabina presurizada y provistas del impulsor GM-1 (un sistema de inyección de óxido de nitrógeno en el motor) para servir como cazas de gran altitud, mientras que las variantes de número par servían como cazas de superioridad aérea y cazabombarderos sin presurización. También existían variantes de fotorreconocimiento de largo alcance. Las demás variantes de la serie G (desde la G-5 a la G-14) fueron producidas en multitud de subvariantes, con armamento mejorado y preparadas para recibir de fábrica una serie de kits de adaptación conocidos como Umrüst-Bausätze en alemán, o simplemente Umbau, que añadían el sufijo «/U» al nombre del modelo de avión. Para la serie G también estaban disponibles los kits de conversión conocidos como Rüstsätze en alemán, pero estos no cambiaban la designación del avión que los montaba. A principios de 1944, requisitos tácticos dieron lugar a la adición al avión del impulsor MW-50 (un sistema de inyección de agua en el motor) y sobrealimentadores de alto rendimiento, que aumentaban la potencia del motor hasta los 1800-2000 hp. Desde principios de 1944, un conjunto de aviones G-2, G-3, G-4 y G-6 fueron convertidos en entrenadores biplazas, que fueron conocidos como G-12. La cabina del instructor fue añadida detrás de la original y ambas estaban cubiertas por una larga cúpula acristalada.
La última versión de producción el Bf 109 fue la serie K, o Kurfürst, propulsada por el motor DB 605D con una potencia de 2000 hp, e introducida en el otoño de 1944. Aunque externamente era similar a la última serie de producción Bf 109G, incorporaba al diseño un gran número de mejoras aerodinámicas y detalles internos que mejoraban su efectividad y corregían los defectos existentes, manteniendo aún al Bf 109 competitivo contra los últimos modelos de cazas Aliados y soviéticos.
Ya en la posguerra, el 109 se fabricó en Checoslovaquia bajo las denominaciones Avia S-99 y S-199, y en España como Hispano Aviación HA-1109 y HA-1112.
El modelo inicial sufrió muchas modificaciones a medida que avanzaba la guerra. Los prototipos sucesivos tenían las siguientes características:

### Bf 109B "Bruno"

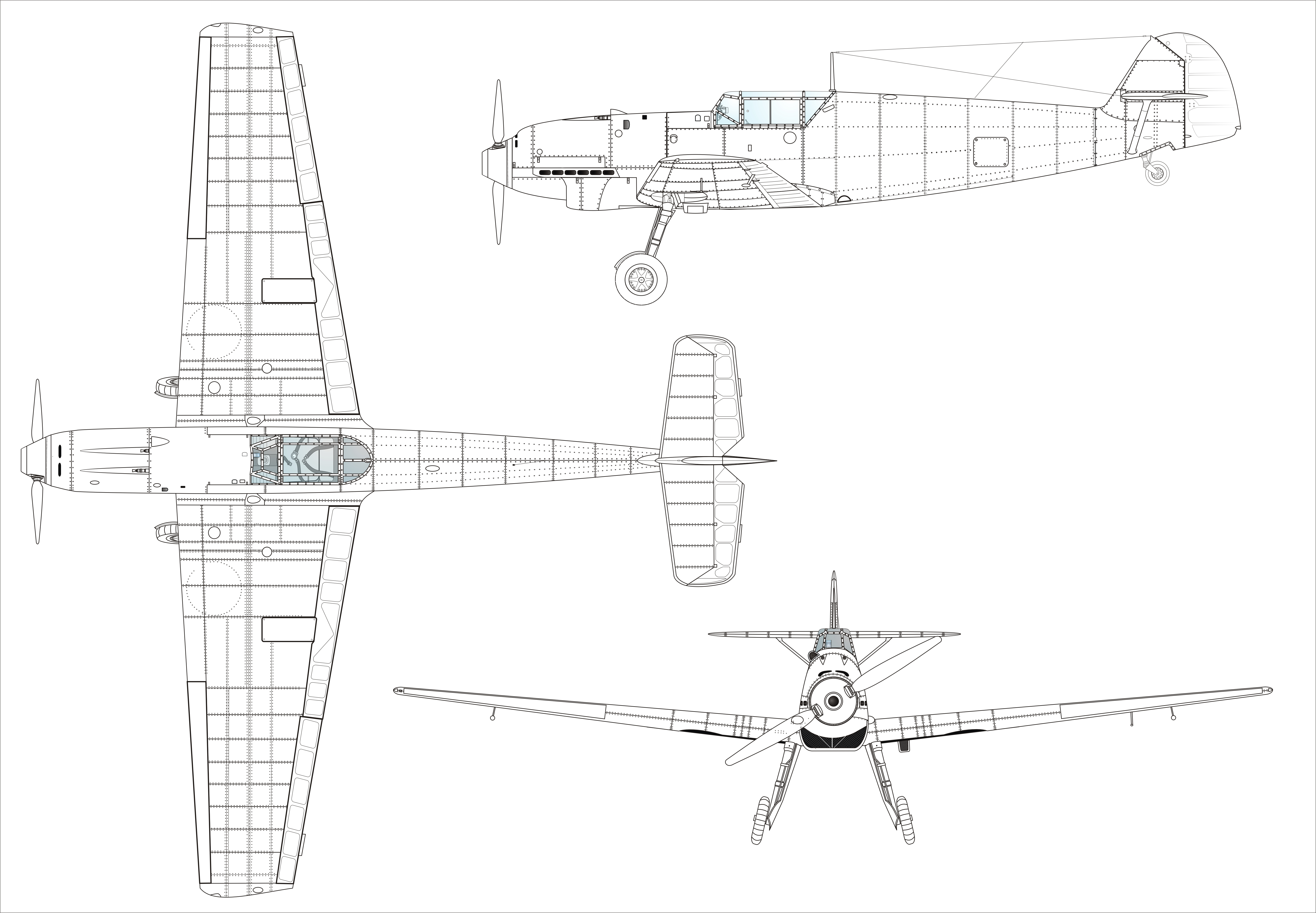
109B.

Bf 109B-0
Febrero de 1937. Tenía el motor Jumo 210Da de 720 hp y dos ametralladoras ligeras Rheinmetall-Borsig de 7,9 mm.
Bf 109B-1
Motor Junkers Jumo 210Da de 680 hp. En mayo de 1937, la II/JG-88 recibió el Bf 109.
Bf 109B-2
Motor Junkers Jumo 210G de 700 hp, hélice metálica de paso variable.

### Bf 109C "Cesar"

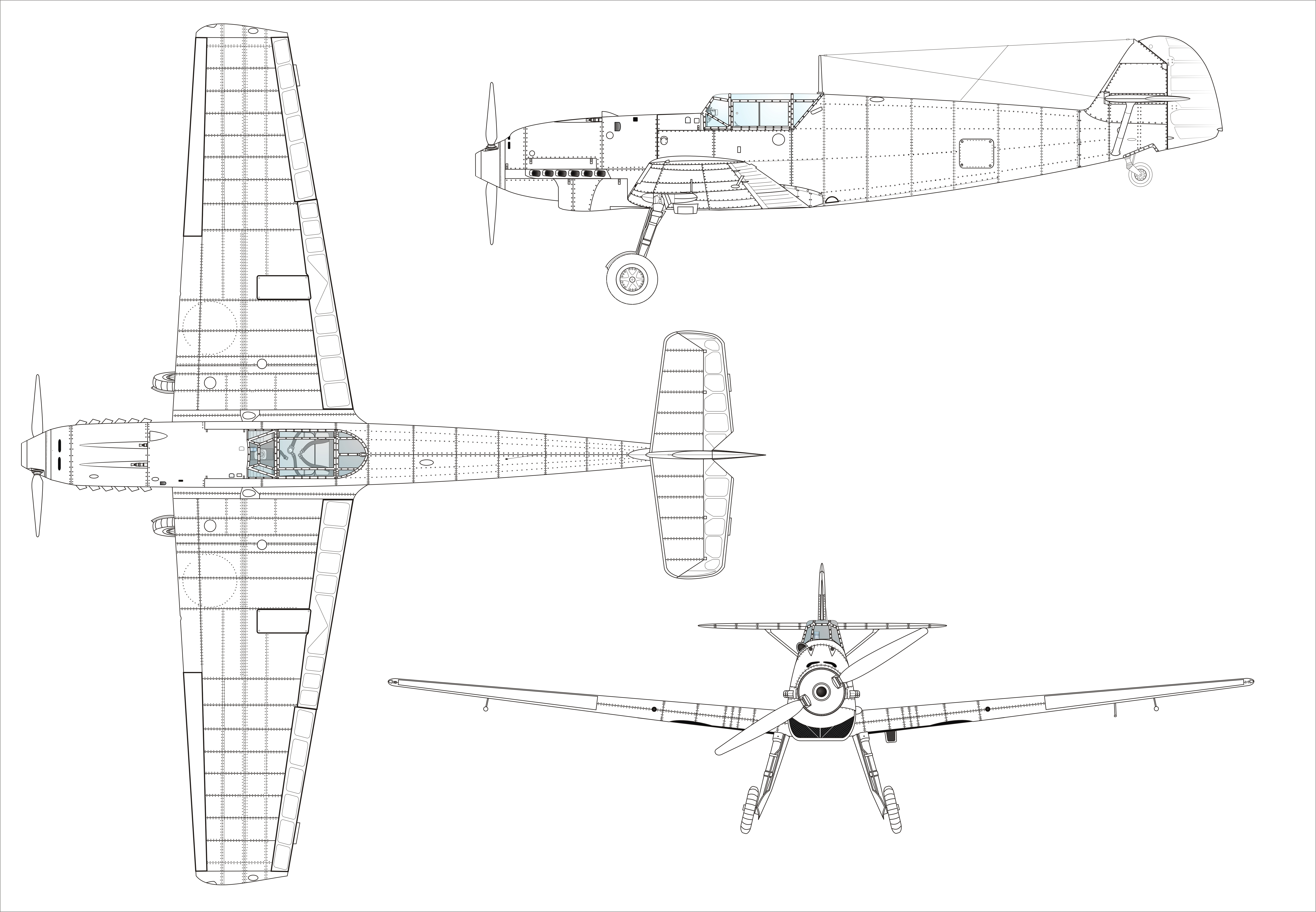
109C.

Bf 109C-1
Primavera de 1938. Motor Junkers Jumo 210Ga de 730 hp a 1000 m s. n. m. Armamento de 4 ametralladoras ligeras Rheinmetall-Borsig de 7,92 mm; una en cada ala y dos sobre  el capó del motor.
Bf 109C-2
Igual motor que Bf 109C-1, además del armamento normal y se instaló una MG-17 disparando a través de la hélice.
Bf 109C-3
Cambio de armamento, las ametralladoras de las alas son reemplazadas por un cañón Oerlikon MG-FF de 20 mm.

### Bf 109D "Dora"

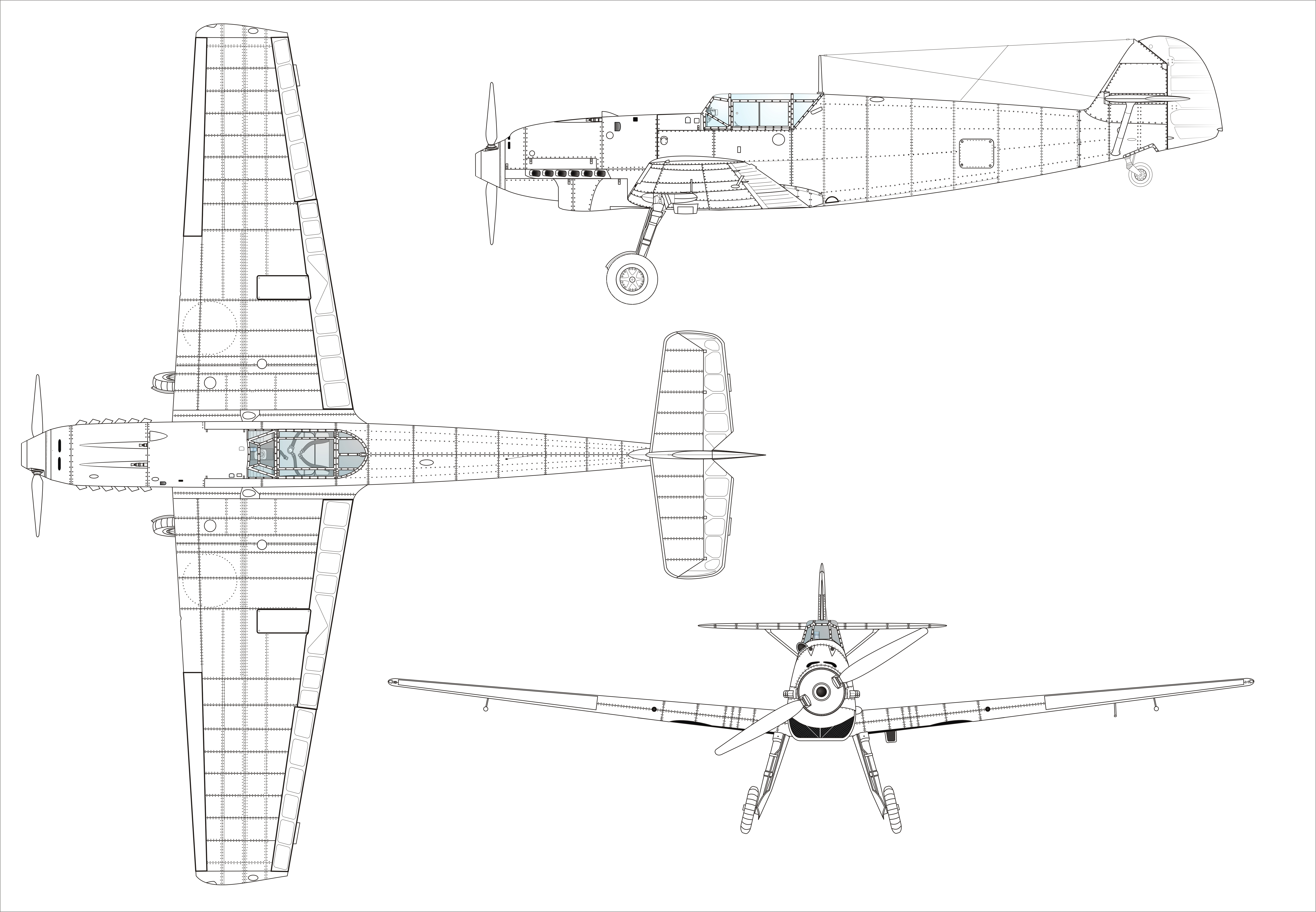
Bf 109D.

Bf 109D-1
Primavera de 1938. Con un motor similar al del B, pero con el armamento del C.

### Bf 109E "Emil"

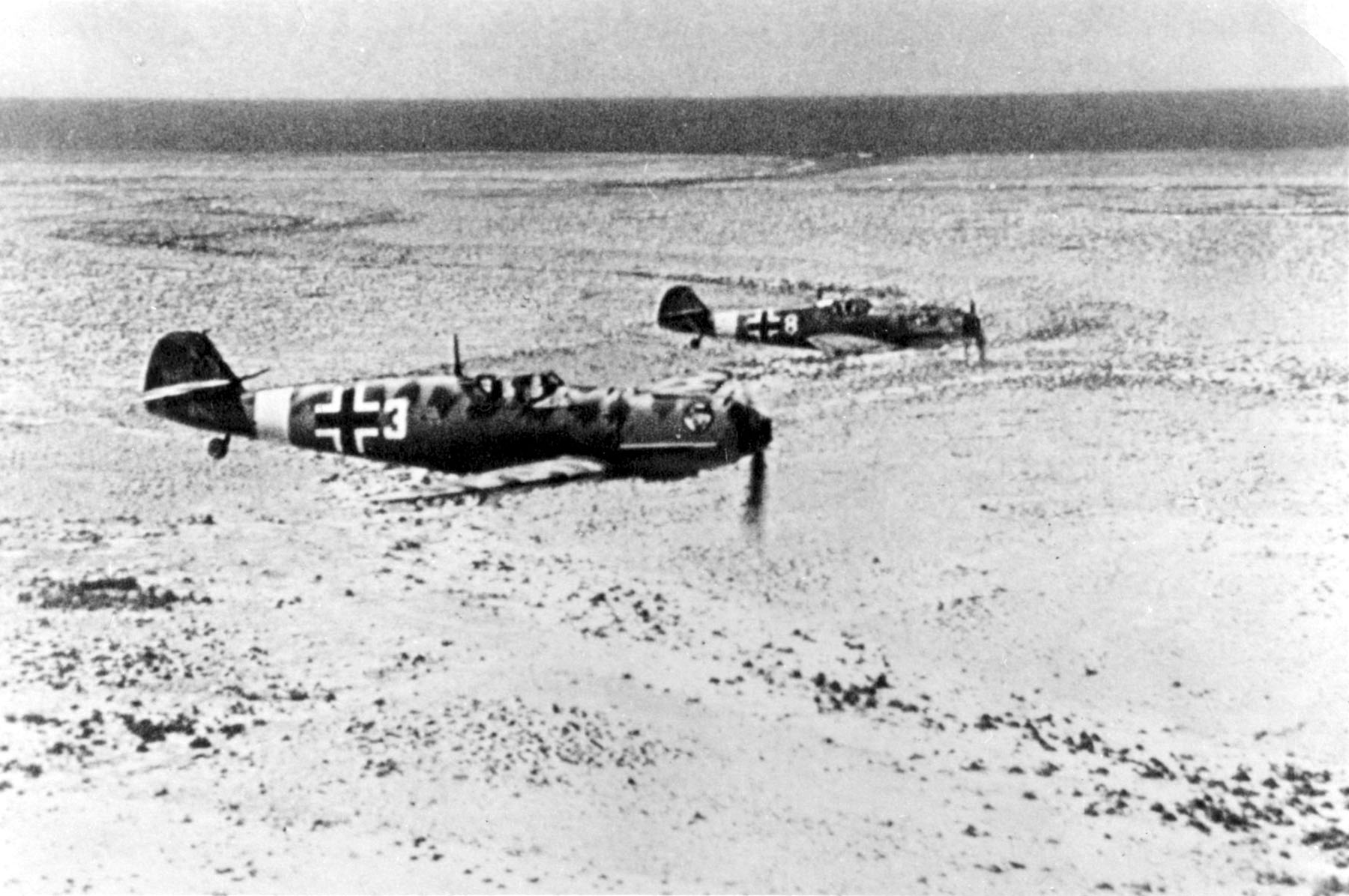
Bf109E con camuflaje desértico.

Bf 109E-3.

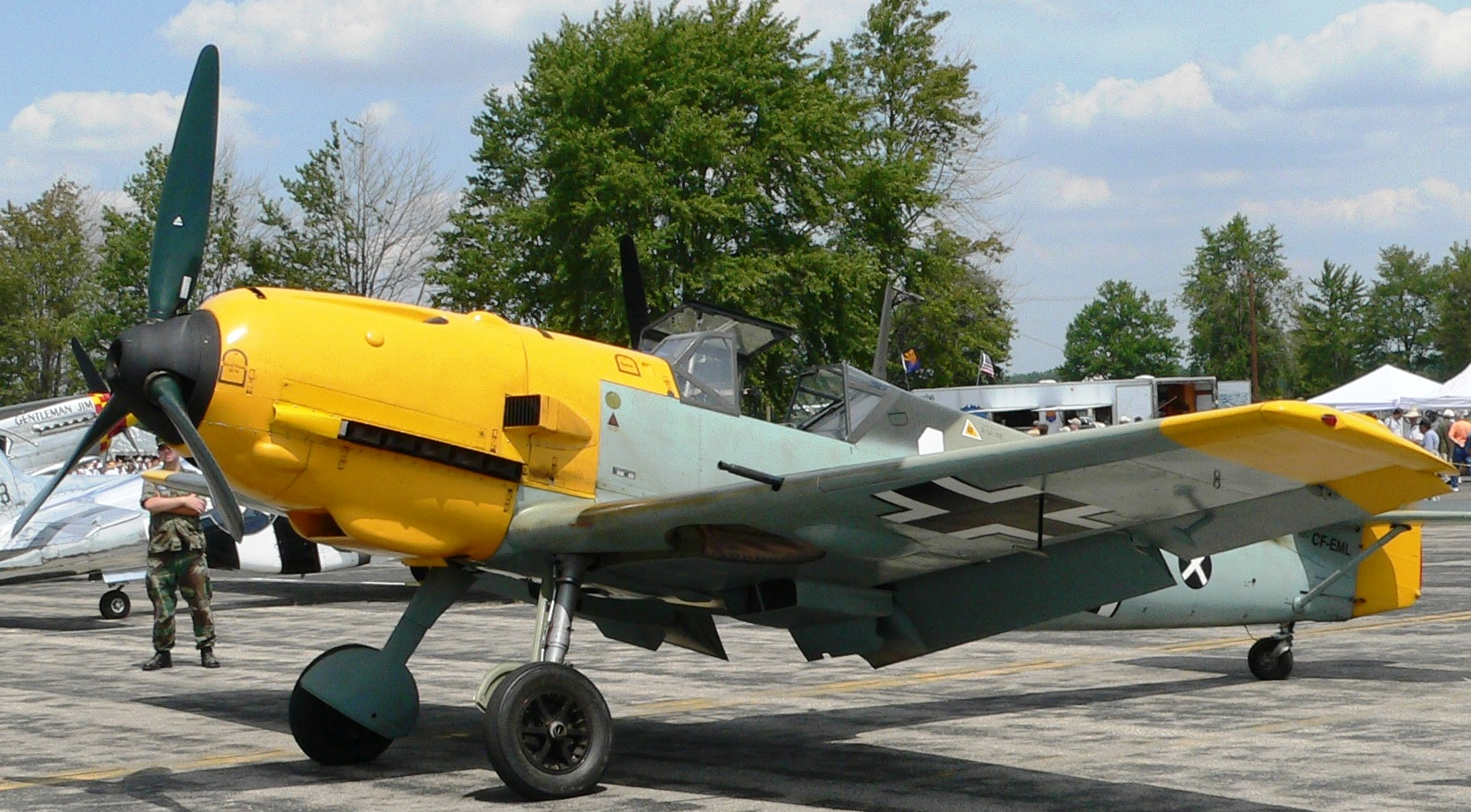
Bf 109E-4.

El Bf 109E se puede considerar como el caza por excelencia de la Luftwaffe, siendo en su modelo E-4 el caza alemán más numeroso durante la Blitzkrieg y la Batalla de Inglaterra. Montaba el motor Daimler-Benz DB601A, de mayor compresión que su antecesor DB-600, dotándolo de 1100 hp, los cuales, unidos al sistema de inyección Bosch, las 2 ametralladoras ligeras Rheinmetall-Borsig MG-17 de 7,92 mm y los dos cañones de Oerlikon MG-FF de 20 mm, produjeron posiblemente el mejor caza del frente occidental hasta mediados de la Segunda Guerra Mundial, esto unido indudablemente a la mejor preparación de los pilotos alemanes debido a la experiencia en combate adquirida durante la guerra civil española y que luego fue entregada a los nuevos pilotos.
Bf 109E-1
Mediados de 1939. Tenían como motor el DB 601A de 1175 hp. 4 ametralladoras ligeras Rheinmetall-Borsig MG-17 de 7,9 mm, 2 en el capó del motor y una en cada ala.
Bf 109E-3
Finales de 1939. Como el E-1, pero cambia dos de las ametralladoras ligeras en las alas por cañones Oerlikon MG-FF de 20 mm.
Bf 109E-4
Un E-3 con armamento mejorado de cañones Oerlikon MG-FF/M en cada ala de mayor cadencia de tiro. También en configuración "Jabo" E-4/B y E-4/N con motor DB 601N de 1200 hp.
Bf 109E-5
Versiones de reconocimiento derivadas del E-1.
Bf 109E-6
Reconocimiento táctico.
Bf-109E-7
Versión de "gran alcance" del E-4, capacidad para montar un depósito externo de 300 l. Misma configuración de armamento y carga que el E-4. Las modificaciones más usadas fueron:
E-7/Z
Sistema de sobrepotencia GM-1 (óxido nitroso) para operación a grandes alturas.
E-7/N
Motor DB601N.
Bf 109E-8
Modificación del Bf 109E-4 con un motor DB 601E de 1350 hp y más blindaje para el piloto.
Bf 109E-9
Versión de reconocimiento táctico del E-8. Capacidad de montar 1 cámara Rb 50/30 y 2 cámaras Rb 32/7. Armamento 2 ametralladoras ligeras MG-17 de 7,92 mm.

### Bf 109F "Friedrich"

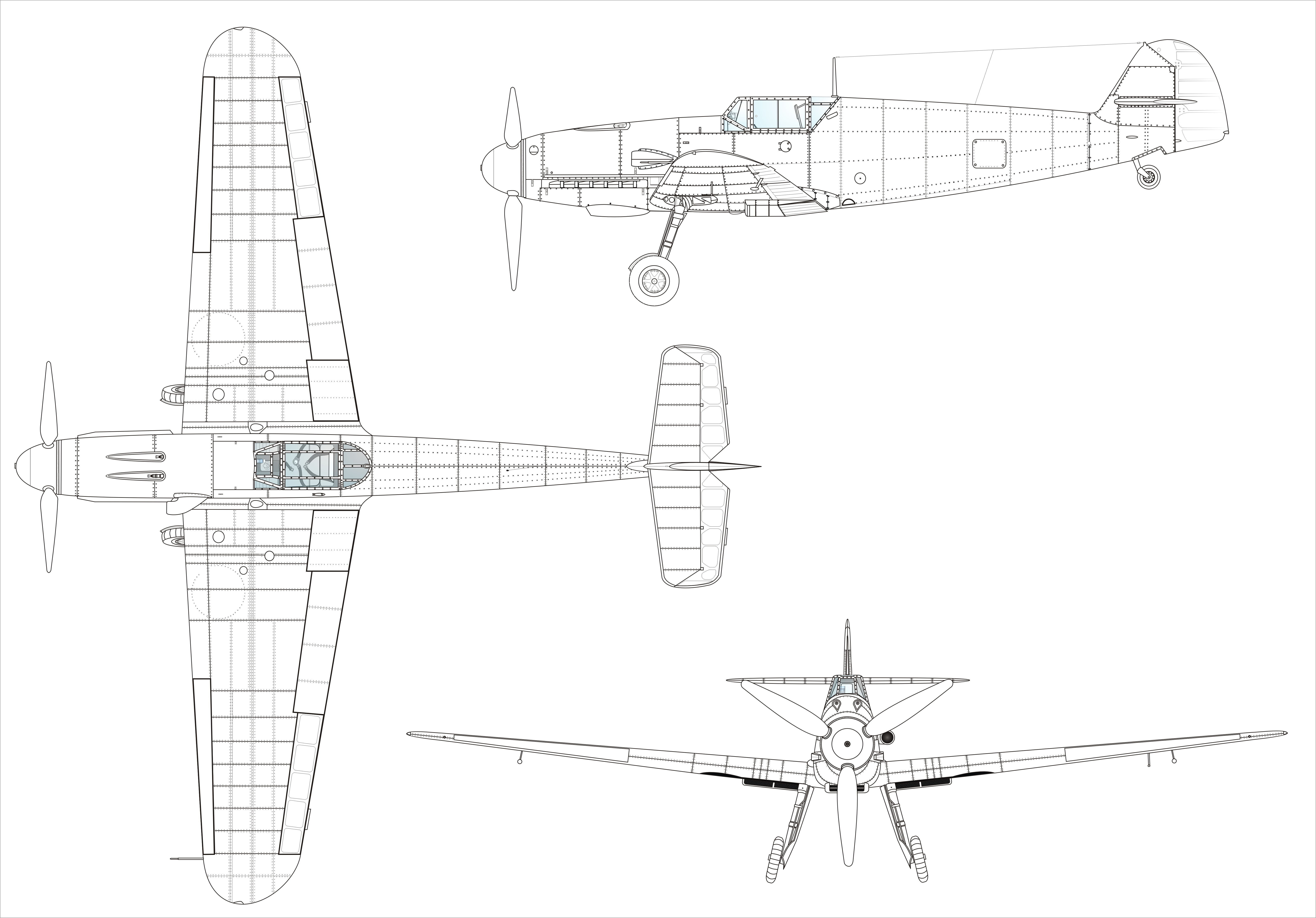
Messerschmitt Bf 109F-2.

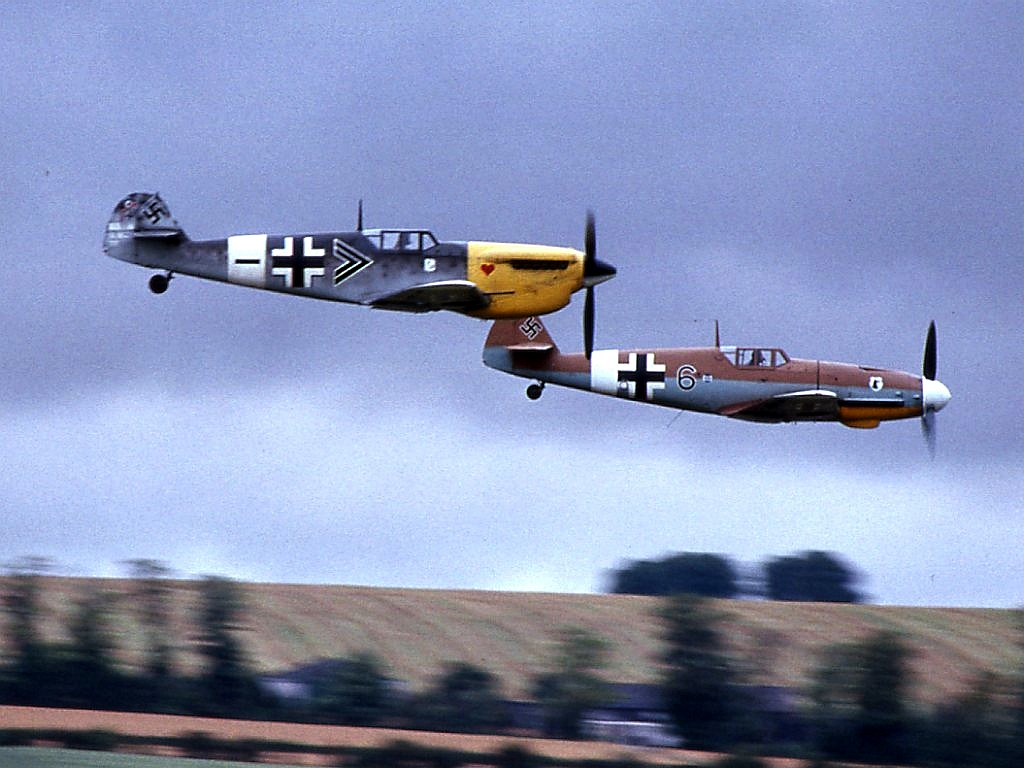
Hispano Aviación HA-1112 y Bf 109 G-2.

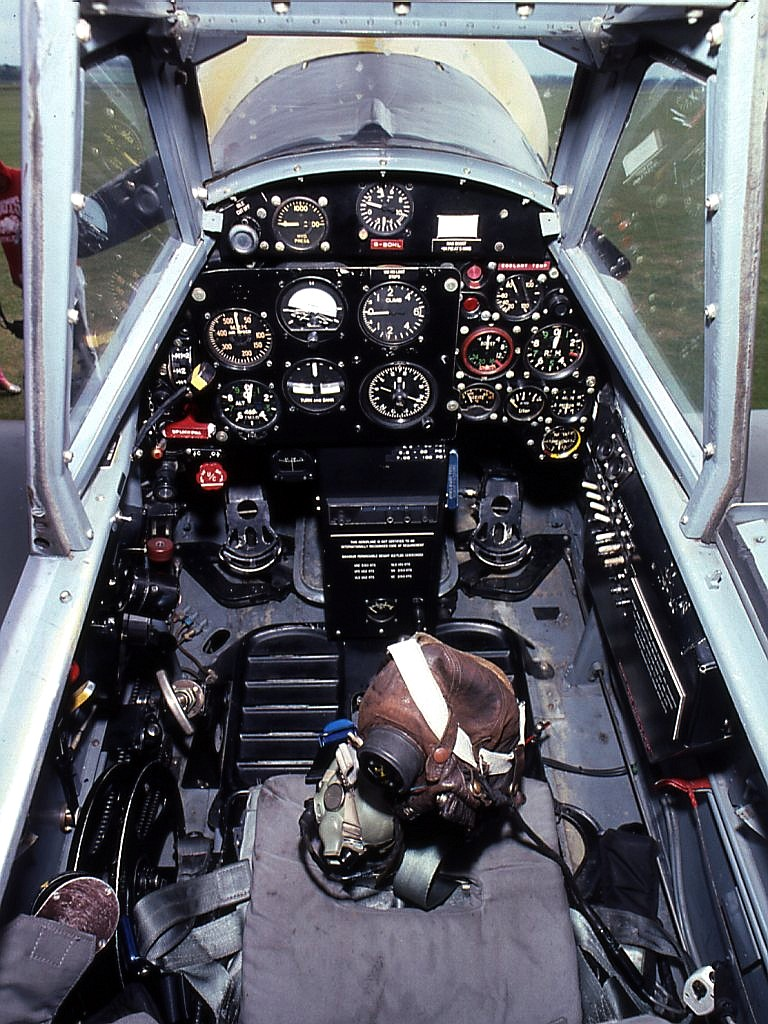
Cabina del HA-1112.

Después del término de la Batalla de Inglaterra, Willy Messerschmitt procedió al rediseño del Bf 109 para sacar el máximo rendimiento al motor DB 601E de 1350 hp. Con los cambios se perseguía mejorar la aerodinámica y aumentar la maniobrabilidad en el plano horizontal, la cual era menor que la del Spitfire Mk.I. Los trabajos se realizaron sobre los aparatos con número de serie W.Nr.5601 a W.Nr.5604, que eran Bf 109E-4/N estándar, los cuales recibieron la denominación de Bf 109 V21 a Bf 109 V24 y en quienes se probaron las diferentes modificaciones. Se rediseñó la parte anterior del fuselaje para mejorar la aerodinámica. Con tal fin se aumentó el diámetro del cono de la hélice quedando bien enrasado con el capó del motor, eliminando el escalón que había entre estos en los modelos anteriores. Se redujo el diámetro de la hélice de 3,1 m a 2,96 m. También se suprimieron los montantes de los planos de cola y la rueda trasera se hizo semirretráctil. Otro cambio fue la disminución del tamaño de los radiadores debajo de las alas y se les proveyó de un sistema de escurrimiento de la capa límite. La toma de aire del compresor a mayor distancia para mejorar el efecto “ram”. En cuanto a la maniobrabilidad, el Bf 109 V-23 (CE+BG) probó unas puntas de las alas redondeadas, por lo cual la envergadura aumentó en 5 cm. Esto se hizo en el intento de mejorar la capacidad de giro del Bf 109; se instalaron superficies móviles de tipo Frise, reemplazando alerones ranurados y flaps, y también se disminuyó el área del timón de 0,75 a 0,7 m². Uno de los cambios más radicales fue la supresión de los cañones MG FF de 20 mm de las alas, por lo cual el armamento quedó reducido a un MG-FF/M de 20 mm entre los cilindros del motor, disparando a través del eje de la hélice, y 2 ametralladoras ligeras Rheinmetall-Borsig MG 17 de 7,9 mm sobre el capó del motor. Otro prototipo probó el Daimler-Benz DB-601E.
Bf 109F-0
El F-0 era la suma de todas las modificaciones hechas en los prototipos Bf 109 V21 a Bf 109 V24. Estas modificaciones otorgaron una notable mejora en la maniobrabilidad: un giro de 360° a una altitud de 100 m s. n. m. se rebajó de 25 s a 18 s, y la trepada inicial de 1127 m/min a 1036 m/min. El motor utilizado era el DB-601N, en el cual las cabezas de los pistones eran planas, de manera que aumentaba la razón de compresión de 6,9 a 8,2, y por ello se utilizaba bencina C3 de 96 octanos, con lo que la potencia al despegue era de 1200 hp. El armamento consistía en 1 cañón MG FF/M de 20 mm disparando a través del buje de la hélice y 2 ametralladoras ligeras Rheinmetall-Borsig MG 17 de 7,92 mm sobre el capó del motor.
Bf 109F-1
La única diferencia con el Bf 109F-0 era la toma de aire circular del compresor. En febrero de 1940 se perdieron tres aviones, matando a los pilotos de pruebas. Antes de estrellarse reportaron violentas vibraciones provenientes desde el motor. La investigación apuntó a un fallo de este, pero en los Bf 109E-4/N no había sucedido este tipo de accidentes. Al estudiar los restos de los aviones se encontraron daños estructurales en la cola. Como resultado de la indagación, se descubrió que a ciertas revoluciones del motor se producía un efecto de vibración en los planos de cola horizontales por la falta de los montantes y la poca rigidez de la instalación, con el resultado del desprendimiento de los empenajes. La solución fue la instalación de 2 montajes de refuerzo externos a cada lado de la cola. El Bf 109F-1 entró en servicio en el JG-2 Richthofen y JG-26 Schlageter en el canal de la Mancha. Los pilotos estaban muy contentos con la maniobrabilidad, pero no con la reducción de la potencia de fuego. Werner Mölders encontró que el arma en el motor era más precisa, pero Adolf Galland estimó que este no era suficiente para los pilotos novatos. En los combates sobre el canal de la Mancha, el Bf 109F-1 se mostró superior en trepada, velocidad y techo al Spitfire Mk.V, pero este era aún superior en maniobrabilidad. La radio era una FuG-7a R/T. Los únicos subtipos fueron el Bf 109F-1/B, cazabombardero equipado con un portabombas ETC-250, y el Bf 109F-1/Trop, que era una modificación de campo con un filtro de arena en la toma del compresor.
Bf 109F-2
Esta versión comenzó a aparecer en el frente de combate en abril de 1941 y era idéntica externamente al Bf 109F-1, excepto los últimos que trasladaron los montantes de refuerzo dentro del fuselaje. Ante la disminución de la potencia de fuego, se reemplazó el cañón Oerlikon MG-FF/M de 20 mm por el Mauser MG 151/15 de 15 mm. Esta nueva arma contaba con mayor cadencia de tiro y mayor velocidad inicial. Por lo tanto, una ráfaga de 5 s con el cañón y las ametralladoras colocaba en el aire 242 proyectiles con un peso total de 5,2 kg. Adolf Galland seguía considerando insuficiente la potencia de fuego, por lo cual se acondicionó un aparato especialmente para él. Además del MG 151/15 de 15 mm, se cambió el armamento sobre el motor a 2 ametralladoras pesadas Rheinmetall-Borsig MG 131 de 13 mm y un MG FF/M en cada ala y combustible de 100 octanos. Las otras modificaciones eran las ya utilizadas en los Bf 109F-2/B (Jabo) y Bf 109F-2/Trop (tropicalizado con filtro de aire en la entrada del compresor), para uso en el Frente Ruso y norte de África. Una nueva modificación fue el Bf 109F-2/Z, que contaba con el sistema de sobre-potencia GM-1 (Göring Mischung-1, Mezcla de Göring, nombre código en la Luftwaffe “Ha-ha”), el cual era óxido nitroso que se inyectaba dentro del compresor para incrementar la potencia en 300 hp sobre los 10 000 m s. n. m. durante un corto periodo de tiempo por el aumento de O2 en la mezcla. Por esta razón se utilizaba una hélice VDM de palas más anchas para manejar la mayor potencia. El sistema se transportaba dentro de un cilindro aislado que se instalaba detrás del piloto. Dicho sistema pesaba 181 kg. Externamente esta modificación se diferenciaba por el aumento del diámetro de la toma de aire del compresor y la mayor área de la toma de aire del radiador de aceite bajo el motor. Se priorizó la entrega a las unidades JG-2, JG-26, JG-27 y JG-53 estacionadas en la costa del canal de la Mancha.
Bf 109F-3
Se instaló el esperado motor Daimler-Benz DB 601E de 1350 hp al despegue. Utilizaba combustible B-4 de 87 octanos. Mantenía el armamento del Bf 109F-2. Esta variante entra en combate en el canal de la Mancha con las unidades de JG-2 y JG-26 en 1941/1942. Se construyó en poca cantidad.
Bf 109F-4
Fue la versión más utilizada de la serie F y fue considerada como la mejor de todas las versiones construidas del Bf 109, pues posteriormente los modelos incrementaron su peso con los nuevos motores y sistemas de armamento, disminuyendo su maniobrabilidad. Mantenía el motor Daimler-Benz DB-601E y se instaló el cañón Mauser MG 151/20 de 20 mm. Por lo tanto, una ráfaga de 5 s lanzaba 247 proyectiles incendiarios, trazadores, perforantes y altamente explosivos de 20 mm y de 7,9 mm, con un peso de 7,245 kg, es decir 2,045 kg más que el Bf 109F-2. Disparando ráfagas de 5 s, la munición se acababa en solo 3 ráfagas. En comparación, un Spitfire Mk.Vc lanzaba en una ráfaga de 5 s 480 disparos con un peso de 10,794 kg en munición de 20 mm y de 7,7 mm. Aunque el Bf 109F-4 era inferior en pegada, cabe señalar, como decía Werner Mölders, que un cañón en el centro valía por 2 en las alas, al ser el fuego más preciso y concentrado. Se agregó protección adicional en el parabrisas instalando otro parabrisas blindado externamente de 6 mm de espesor y alargando con una pieza curva el blindaje de la espalda del piloto, que daba protección a la cabeza y hombros del piloto, pero dificultaba la visión hacia atrás. El Mayor Günther Rall (275 derribos) declaró que era tan pobre la visión que instalaron un espejo retrovisor, pero era tal la vibración que no servía para mucho y cuando veía al avión atacante por detrás, solo quedaba saltar. También se hizo estándar la toma de aire del compresor de mayor diámetro.
Este fue el primer modelo que estaba optimizado para acoplar aditamentos (Rüstsätze), que eran modificaciones fáciles de instalar según las necesidades de combate, entre ellas estaban:
- R-1: configuración con góndolas subalares.
- R-3: depósito lanzable de 300 l.

Los Bf 109F-4/B Jabö (cazabombarderos) fueron estacionados en el canal de la Mancha para atacar Inglaterra en raids sobre blancos de fortuna. También se empleaba el sistema de GM-1. El capitán Hans-Joachim Marseille utilizó en apoyo al Afrika Korps el Bf 109F-4/Trop, derribando gran cantidad de aviones ingleses.
Bf 109F-5
Reconocimiento táctico con una cámara fotográfica vertical que podía manejarse con la mano, armamento reducido a dos MG 17. Podía utilizar R-3.
Bf 109F-6
Modelo acondicionado para reconocimiento estratégico. Similar al Bf 109F-4, pero sin el parabrisas blindado ni el cañón en el motor. La cámara estaba instalada por detrás del asiento del piloto, con una abertura en el fondo del fuselaje. Podía utilizar las cámaras Rb 20/30, Rb 50/30, Rb 75/30. Se empleó en todos los frentes (Bf 109F-6/Trop que tenía la toma del radiador agrandada) hasta 1943.

### Bf 109G "Gustav"

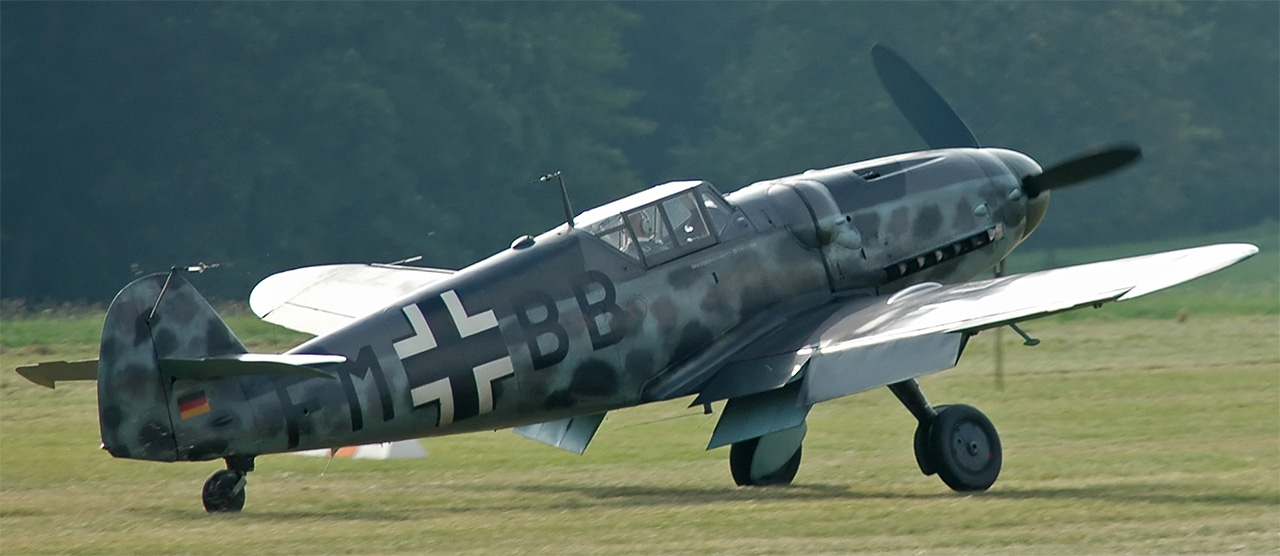
Bf 109 G-6.

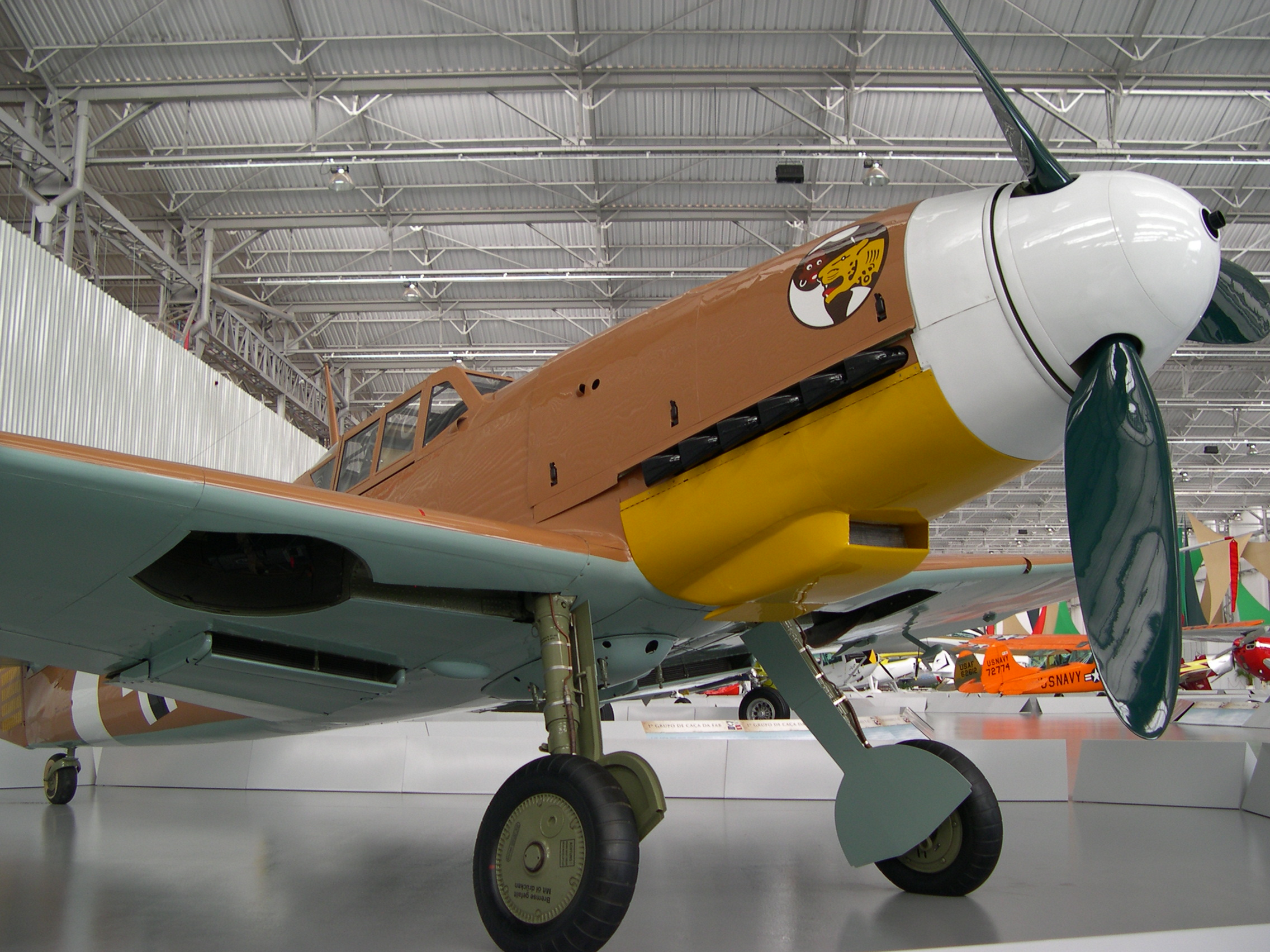
Bf 109 G-2 en el Museo Alas de Un Sueño en São Carlos, Brasil.

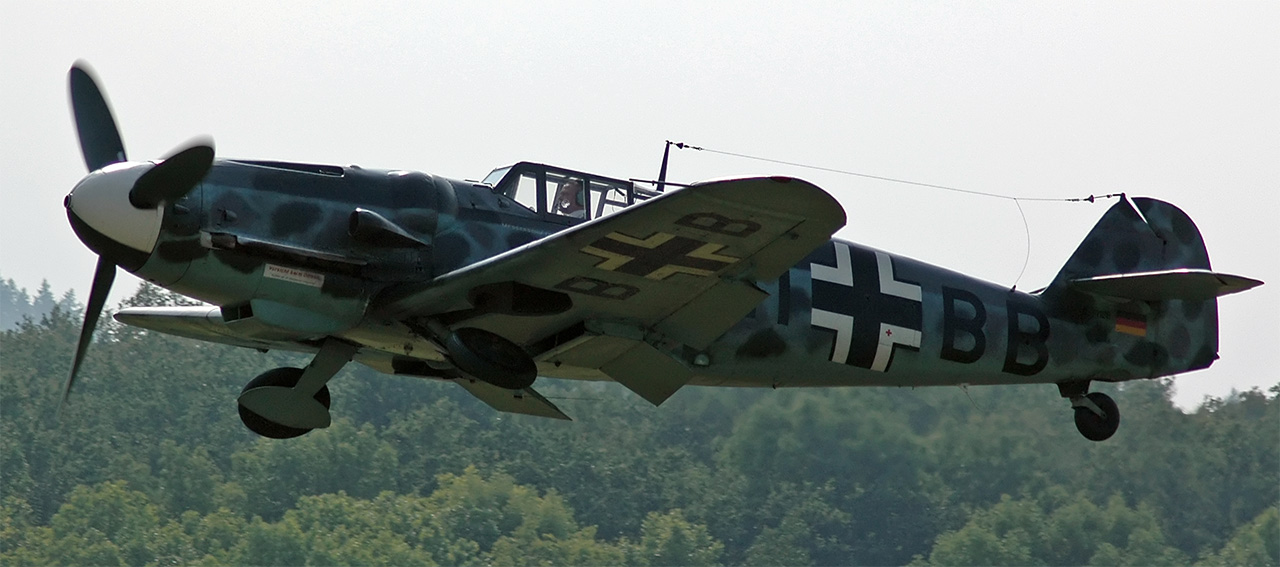
Un Bf 109 G-6 reconstruido a partir de un Hispano Aviación HA-1112 por la Fundación Messerschmitt volando en 2005.

Una de las máximas de la aviación mundial a través de su corta historia es: “Más rápido, más alto y más lejos”. Y durante el desarrollo de la guerra aérea, esta máxima se debe llevar a su extremo en muy corto tiempo.
- Más rápido: se instala el motor Daimler-Benz DB-605A-1, el cual incrementa la potencia mandrilando los cilindros y llegando a aumentar la capacidad a 35,7 l. Se incorporaron los sistemas de inyección GM-1 y MW-50. Utilizaba combustible B4 (87 octanos) y podía transportar 400 l en un depósito de combustible interno, que también servía de asiento para el piloto. En algún momento, el director del Ministerio del Aire y Mariscal de Campo E. Milch pensó en interrumpir el desarrollo de este motor por los constantes problemas en los circuitos hidráulicos, lo cual producía un sobrecalentamiento de los depósitos de aceite. Estos se fracturaban, se derramaba su contenido sobre el motor y ardían de forma instantánea. La potencia del motor se incrementó a 1475 hp al despegue y 2800 rpm, 1330 hp a 5700 m s. n. m. a 2800 rpm y con un consumo de 0,214 kg/hp/h en vuelo de crucero. El peso del motor llegó a los 756 kg. La hélice en los modelos con el motor DB-605A era la VDM9-12087, la cual se cambia posteriormente para manejar la mayor potencia del motor, siendo utilizada el modelo VDM9-12159A con las palas más anchas.

- Más alto: se dota de presurización para combatir a los nuevos bombarderos B-17 y B-24, para lo cual se reforzaron los lados de la cabina y las escuadras de la carlinga. Los pequeños vidrios bajo el parabrisas fueron retirados y los restantes fueron reforzados para soportar el diferencial de presión y como protección contra proyectiles. Para el uso de la cabina presurizada era necesario sellarla en tierra y era imposible abrirla desde el interior, por lo cual se colocaron pequeños explosivos para abrirla en caso de emergencia. La cabina presurizada solo se utilizó en pocos ejemplares, pero era posible habilitarla en cualquier aparato de la serie “Gustav”. Debido a la introducción de estos aditamentos y mejoras en el motor, el peso vacío se incrementó desde 1858 kg en el Bf 109E-4 hasta los 2353 kg en el Bf 109G-2, por lo cual se debió reforzar el tren de aterrizaje. Todos estos desarrollos disminuyeron su maniobrabilidad, pero se ganó en velocidad y aceleración horizontal.

Bf 109G-0
Se construyeron 20 aparatos de preproducción, todos impulsados por el DB-601E, pero tenían todos los sistemas necesarios para la instalación de motor DB-605 que todavía se encontraba en etapa de pruebas. El armamento se mantenía con 2 Rheinmetall-Borsig MG 17 sobre el capó del motor y un Mauser MG 151/20 entre los cilindros del motor. La cabina estaba presurizada para vuelos a gran altura. Uno de los aviones fue modificado en 1943 con una cola en "V", conocido también como Bf 109 V48 (Werk-Nr. 14003)
Bf 109G-1
La primera versión de serie se construyó como un caza interceptor de gran altura al tener la cabina presurizada. La mira era una REVI C/12. Su entrada en la línea del frente se produjo en el sector del canal de la Mancha y en el Norte de África (en apoyo del Afrika Korps) durante la segunda mitad del mes de mayo de 1942, con la misión primaria de interceptar bombarderos pesados. La primera unidad en recibir el nuevo aparato fue 1./JG-2 y durante el verano se crea el 11./JG-2, un staffel (escuadrón) especializado en la intercepción a gran altura con depósitos de 300 l (Rüstsätze R-3), GM-1 y la retirada de parte del blindaje. Posteriormente, en el JG-26 se formó una staffel de iguales características. Para su utilización en el Norte de África se creó el Bf 109G-1/Trop, con filtro de polvo para la entrada de aire del sobrecompresor y equipo especial de supervivencia. Como era de esperar, el armamento se mostró poco resolutivo al enfrentarse a los bombarderos pesados, razón por la que tuvieron que añadirse 2 armas en forma de la modificación R-6. Se continuaban produciendo accidentes por el calentamiento de los circuitos hidráulicos, por lo cual se incrementa la refrigeración instalando ventilaciones en el capó del motor. Se construyeron 167 aparatos.
Bf 109G-2
La producción duró desde mayo de 1942 hasta febrero de 1943, con un total de 1586 aparatos, a cargo de las fábricas Wiener Neustädter Flugzeugwerke, Erla y Messerschmitt Regensburg, y fueron entregados a los escuadrones de combate al comienzo del verano de 1942 con el Stab y I/JG-2 Richthofen. La producción del Bf 109G-1 fue paralela con la del Bf 109G-2 y se diferenciaba en que este último carecía de la cabina presurizada. Por esto externamente el G-2 tenía debajo del parabrisas una pequeña entrada de ventilación para la cabina. La mira era el modelo REVI C/12, el equipo de radio era el FuG-7a y el receptor amigo-enemigo FuG-25. La principal versión del G-2 fue el Bf 109G-2/Trop, que se diferencia por el filtro de polvo para la entrada de aire del sobrecompresor y unos ganchos para la colocación de una sombrilla para proteger al piloto durante el prevuelo. Dentro del equipo de supervivencia se encontraba un fusil K-98K. El armamento era el estándar para las primeras versiones del Bf 109G y se le podía instalar los Rüstsätze habituales. El 30 de septiembre de 1942, el capitán Hans-Joachim Marseille, volando con el JG-27, murió en el Bf 109G-2/Trop "Amarillo 14", el cual según investigaciones recientes, sufrió una rotura del sistema de refrigeración de glicol, provocando un incendio cuyo humo impedía la visión frontal del piloto, que saltó fuera del avión golpeándose contra el timón. Al perder el conocimiento, no pudo abrir el paracaídas, muriendo por el impacto contra el suelo. La versión Bf 109G-2/R-4 se utilizaba para reconocimiento fotográfico táctico.
Bf 109G-3
A mediados de 1942 se comenzó a producir esta nueva versión del Gustav, porque debido a los cambios realizados en las versiones anteriores del mismo, este había aumentado el peso operativo, por lo cual se debió incrementar el diámetro de los neumáticos, tanto del tren de aterrizaje principal como el de la cola, con vistas a soportar los aterrizajes en campos aéreos sin preparación. A causa del aumento del diámetro de los nuevos neumáticos, estos no cabían dentro de los pozos del tren de aterrizaje, debiéndose rediseñar la parte interior de los mismos, por lo cual se agregaron unos abultamientos en el extradós alar. Otro cambio fue el reemplazo de la radio FuG-7 por la nueva FuG-16. Esta versión también tenía la cabina presurizada para vuelos a gran altura.
Bf 109G-4
Modelo idéntico al Bf 109G-3, excepto por no contar con cabina presurizada.
Bf 109G-5
Caza para gran altitud, cabina presurizada. Sistema IFF FuG-25a con la antena instalada en la 2.ª cuaderna del fuselaje.
- Modelos iniciales: armamento aumentado, al cambiar las ametralladoras ligeras sobre el motor por 2 ametralladoras pesadas Rheinmetall-Borsig MG-131 de 13 mm. Para acomodar los cierres de las ametralladoras se debieron instalar nuevos paneles con grandes protuberancias, por lo cual coloquialmente se le conoció como "Beule" (chichón). Se mantiene el cañón Mauser MG-151/20 de 20 mm.
- Modelos finales: se instaló un nuevo blindaje occipital para el piloto con un cristal blindado para mejorar la visión hacia las 6. La modificación de fábrica Bf 109G-5/U-2 constaba de un timón de cola de mayor altura, con la que se incrementó la superficie de control.

Bf 109G-6
La versión más construida del Bf 109. Es un Bf 109G-5 sin presurizar. Desde un principio fue pensado como una plataforma de armamentos, pudiéndose instalar en los aeródromos del frente modificaciones de campo (Rüstsätze).
Bf 109G-8
Reconocimiento táctico. Modificación del Bf 109G-6, en la 4.ª cuaderna se habilitaron dos portillas dirigidas hacia abajo para instalar cámaras fotográficas y una tercera ventana en la raíz alar para la obtención de fotografías oblicuas.
Bf 109G-8/R-2
Armamento completo, sistema de sobrepotencia MW-50 y depósito de combustible lanzable de 300 l.
Bf 109G-8/R-5
Sin cañón MG-151/20, diferentes tipos de cámaras.
Bf 109G-10
Cronológicamente, la última variante de la serie Gustav en entrar en combate. Otro intento de estandarización de producción del Bf 109, se hicieron estándar los U-2 y U-4. El principal cambio efectuado en el Bf 109G-10 fue la instalación del motor Daimler-Benz DB-605D, por lo que los cambios externos apreciables fueron abultamientos a ambos costados del morro, bajo los primeros tubos de escape del motor, para acomodar las bombas de aceite más grandes. Además se aumentó la superficie de la toma de aire de la refrigeración de aceite bajo el motor. El motor DB-605D, al tener un sobrecompresor de mayor capacidad, se debió aumentar el diámetro de la toma de aire del sobrecompresor.
Bf 109G-10 iniciales
Muy similares al Bf 109G-14 finales más los cambios necesarios para utilizar el DB-605D y rueda de cola larga.
Bf 109G-10 finales
Para absorber el mayor peso del motor nuevo y los sistemas asociados se debió aumentar el diámetro y ancho de los neumáticos, por lo cual también se rediseñó la parte seuperior de los pozos del tren de aterrizaje. El soporte de la rueda de cola se acortó y agregaron compensadores al timón de cola.
Bf 109G-12
Modificación para entrenamiento de Bf 109G-2, Bf 109G-4 y Bf 109G-6, con la instalación de una cabina con paneles transparentes sobresalientes a ambos costados para mejorar la visibilidad del instructor en el asiento trasero. Los planes iniciales era la modificación de 900 aparatos, pero solo se logró la construcción de alrededor de 100 aviones.
Bf 109G-14
Cronológicamente se construyó antes que el Bf 109G-10 por retrasos en la puesta a punto del DB-605D. Fue un intento de estandarización en la producción y reparación de cazas por la gran cantidad de opciones de fábrica y variantes que existían para el Bf 109, lo cual impedía una mayor velocidad de producción de estos muy necesarios cazas para la Defensa del Reich.
Bf 109G-14 iniciales
Motor DB-605A y DB-605AM, cabina Erla Haube, timón de madera, nueva bomba de aceite con la instalación de toma de refrigeración en la raíz de la protuberancia derecha del cerrojo de las ametralladoras MG-131. Se podían utilizar los R-1, R-2, R-3, R-6. Fueron utilizados por los JG-1, JG-3, JG-7, JG-11, JG-27, JG-53 y JG-300.
Bf 109G-14AS
Se instaló el motor DB-605AS el cual contaba con un compresor de mayor diámetro, por lo que se aprovechó de mejorar la aerodinámica de las protuberancias de los cerrojos de las ametralladoras MG-131 con un nuevo diseño más armónico con las líneas generales de la aeronave. Se instaló bajo el ala izquierda la antena para la radio FuG-16ZY y se aumentó el diámetro de la toma de aire de la bomba de aceite. Fueron utilizados por los JG-4, JG-6, JG-27.

### Bf 109K "Karl"

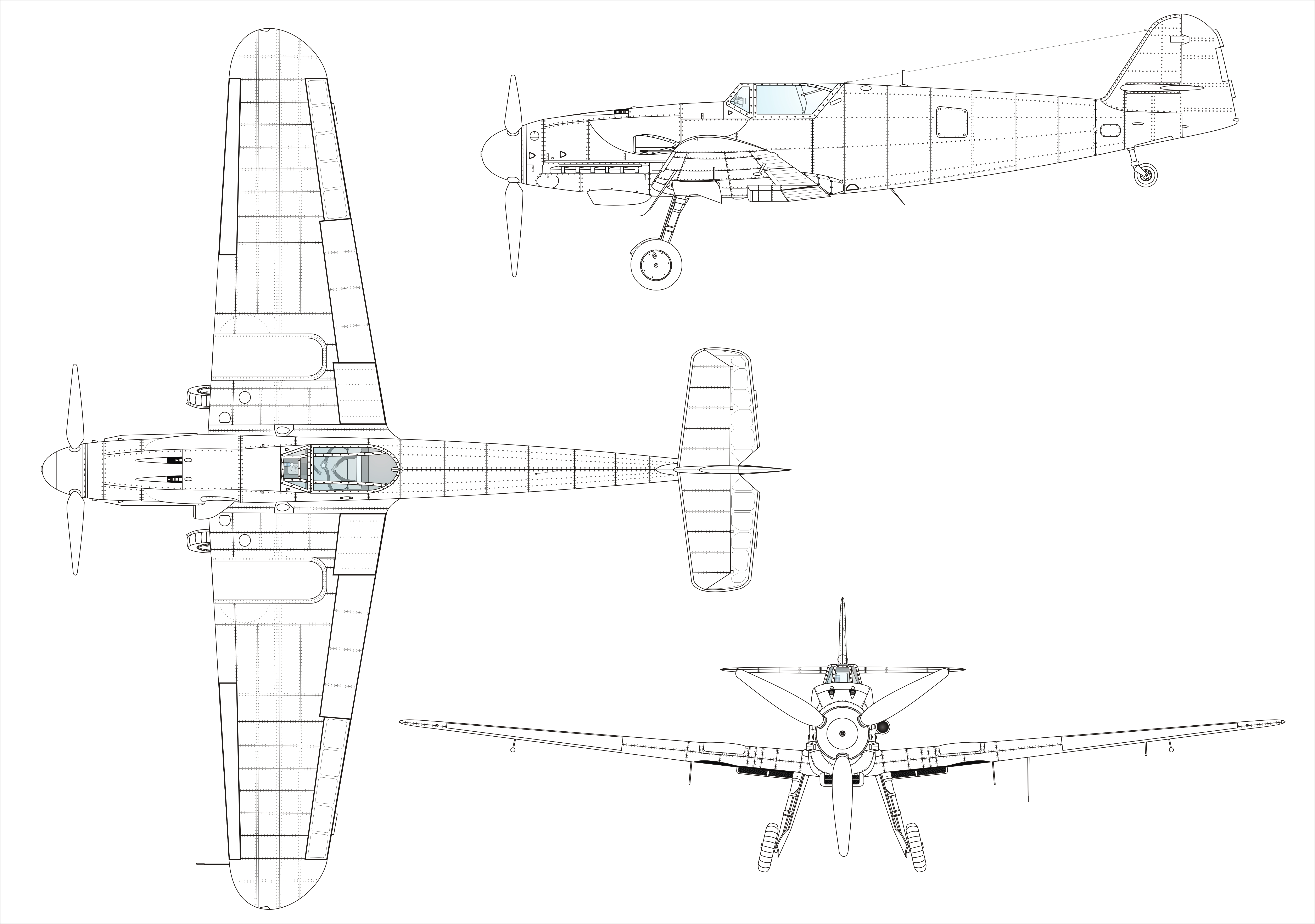
Messerschmitt Bf 109K-4.

Finales de 1944 hasta la rendición alemana. Fue otro intento de estandarizar y racionalizar la producción de cazas, tratando de  incluir en un solo diseño todas modificaciones realizadas en los Bf 109G-10 y Bf 109G-14. Los Bf 109K se diferenciaba externamente de los antecesores en contar con tapas para las ruedas principales, las cuales se abisagraban en la parte externa del pozo de las ruedas principales y rueda trasera totalmente retráctil. Otro cambio externo fue el cambio del compartimento de la radio desde la 4.ª a la 3.ª cuaderna, de la misma forma la boca del depósito de combustible se movió desde la 2.ª a la 1.ª cuaderna, al igual que la antena DF del sistema de radio.
Bf 109K-4
Esta fue la última versión del Bf 109 en ser construida masivamente durante la guerra. Las primeras operaciones fueron en octubre de 1944 y se construyeron alrededor de 1400 unidades. Se podían utilizar los motores DB-605ASCM o DB-605DCM y el armamento normalizado de un cañón MK 108 y dos ametralladoras MG 131. Podían utilizar los R-1, R-3, R-4 y R-6. Entraron en combate con los JG-3, JG-4, JG-27, JG-51, JG-53 y JG-77.

### Bf 109T

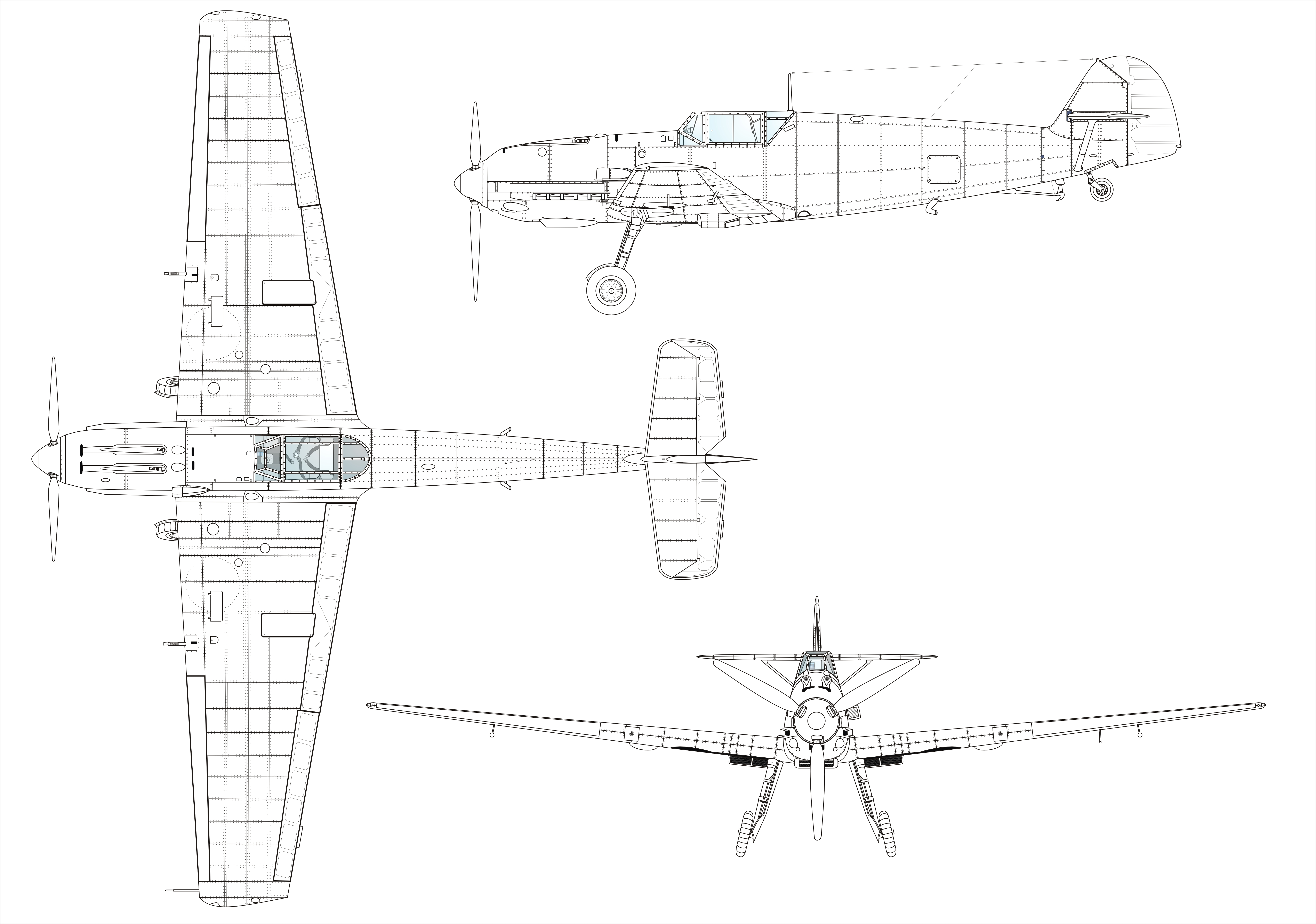
Bf 109T-1.

Primavera de 1941. T de Träger (portaaviones). Son una adaptación del E-1 para operar en el portaaviones Graf Zeppelin de la Kriegsmarine.

### Bf 109H

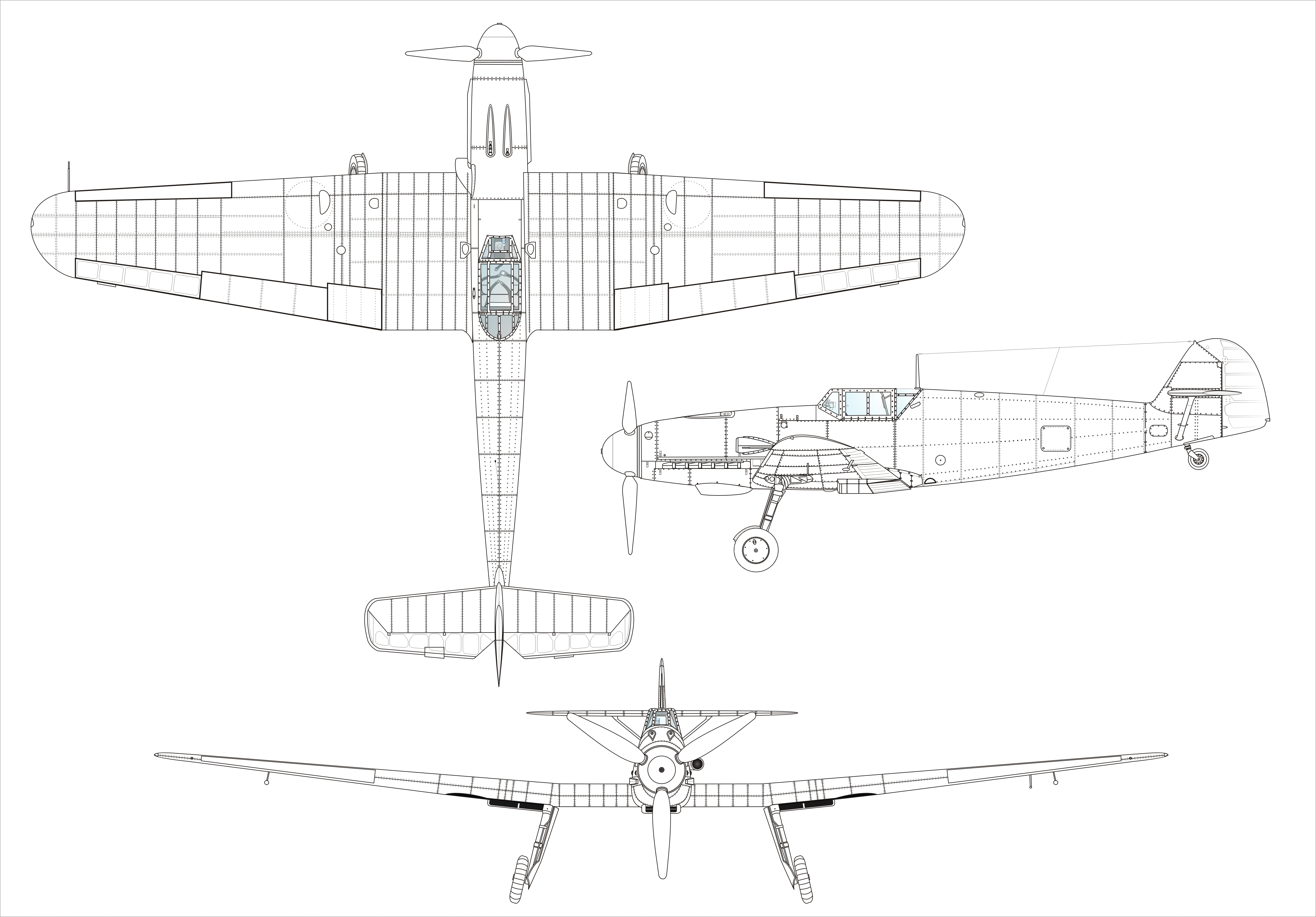
Messerschmitt Bf 109H-1.

Principios de 1944. Caza de gran altitud basado en el G. Se introducen extensiones en las raíces de las alas, haciendo que el avión alcance ahora una envergadura de 11,92 m.

## Operadores
Alemania

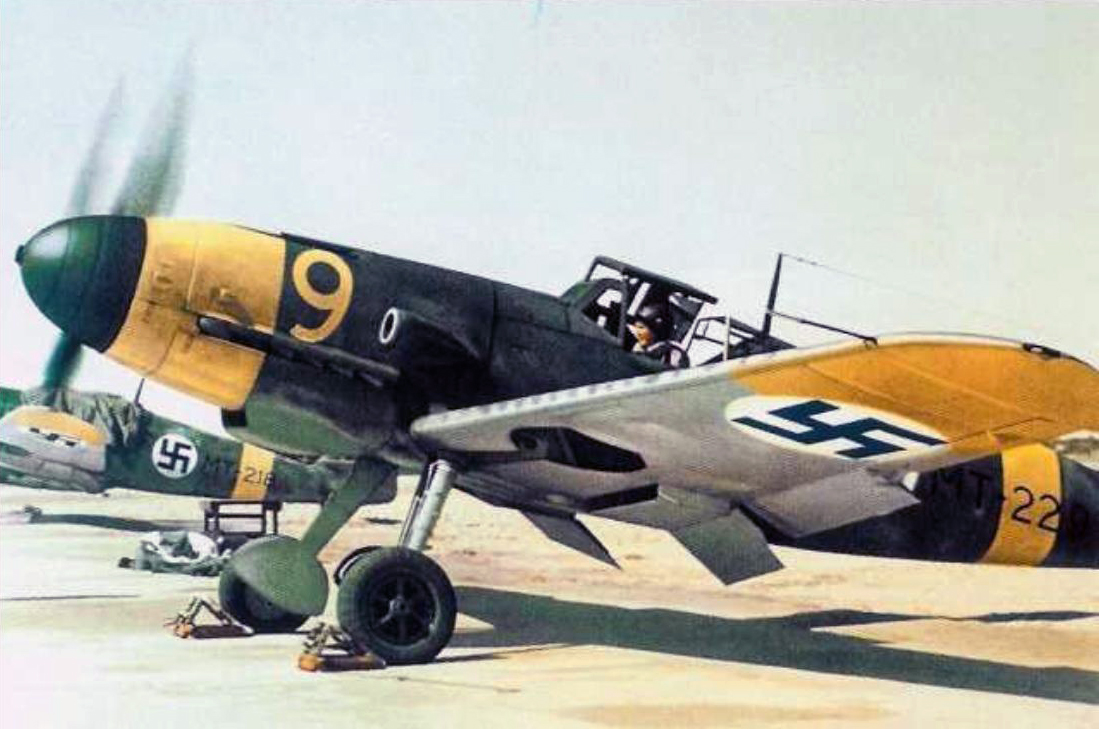
Bf 109 G-2 de la Fuerza Aérea Finlandesa en el Aeropuerto de Helsinki-Malmi, junio de 1943.

- La Luftwaffe fue el principal operador del Bf 109.

 Bulgaria
- La Fuerza Aérea Búlgara operó 19 E-3 y 145 G-2/-6/-10.

 Checoslovaquia
- La Fuerza Aérea Checoslovaca operó aviones capturados y continuó fabricando aviones Messerschmitt Bf 109G después de la guerra bajo el nombre de Avia S-99.

 España
- El Ejército del Aire operó algunos D-1, E-3 y 15 F-4, también recibió algunos del tipo B antiguos. Los voluntarios de la Escuadrilla Azul en el Frente Oriental de la Segunda Guerra Mundial pilotaron aviones E-4, E-7, E-7/B, F-2, F-4 (pertenecientes al JG-27 bajo el mando de la Luftflotte 2, hasta abril de 1943), G-4 y G-6 (destacados en el JG-51 bajo el mando de la Luftflotte 4, hasta junio de 1944). Después de la guerra, en España se fabricó el modelo Hispano Aviación HA-1112, derivado del Bf 109.

 Estado Independiente de Croacia
- La Fuerza Aérea del Estado Independiente de Croacia operó cerca de 50 Bf 109 en varias versiones, incluyendo E-4, F-2, G-2/-6/-10 y K.

 Finlandia
- La Fuerza Aérea Finlandesa operó 162 aviones en total, 48 G-2, 111 G-6 y 3 G-8.

 Hungría
- La Real Fuerza Aérea Húngara operó 3 D-1, 50 E-3/-4, 66 F-4 y en torno a 490 G-2/-4/-6/-8/-10/-14.

 Israel
- La Fuerza Aérea Israelí operó el modelo derivado del Bf 109, Avia S-199, procedente de Checoslovaquia. A pesar de que consiguieron 8 victorias para Israel en combate aéreo, Egipto y Siria reivindican 4 derribos de S-199, y uno probable.[26]

 Italia
- La Aeronáutica Real operó algunos F-4 y G-6.
- La Aeronáutica Cobeligerante Italiana (alineada con los británicos) operó algunos G-6 y G-12 capturados.

 República Eslovaca
- El Arma Aérea Eslovaca operó 16 E-3, 14 E-7 y 30 G-6.
- La Fuerza Aérea Insurgente Eslovaca operó 3 G-6.

 República Social Italiana
- La Aeronáutica Nacional Republicana operó 300 G-6/-10/-14 y 2 G-12, también recibió 3 K-4.

 Rumanía
- La Real Fuerza Aérea de Rumanía operó 69 E-7 y 135 G-2/-6/-8.

 Suiza
- La Fuerza Aérea Suiza operó 10 D-1, 89 de las variantes E-3, 2 F-4 y 12 G-2.

 Reino de Yugoslavia
- La Fuerza Aérea Real Yugoslava operó 73 aviones de las variantes E-3.

 República Democrática Federal de Yugoslavia
- La Fuerza Aérea de la República Democrática Federal de Yugoslavia operó algunos Bf 109G procedentes del Estado Independiente de Croacia y de Bulgaria.

## Supervivientes
Alemania

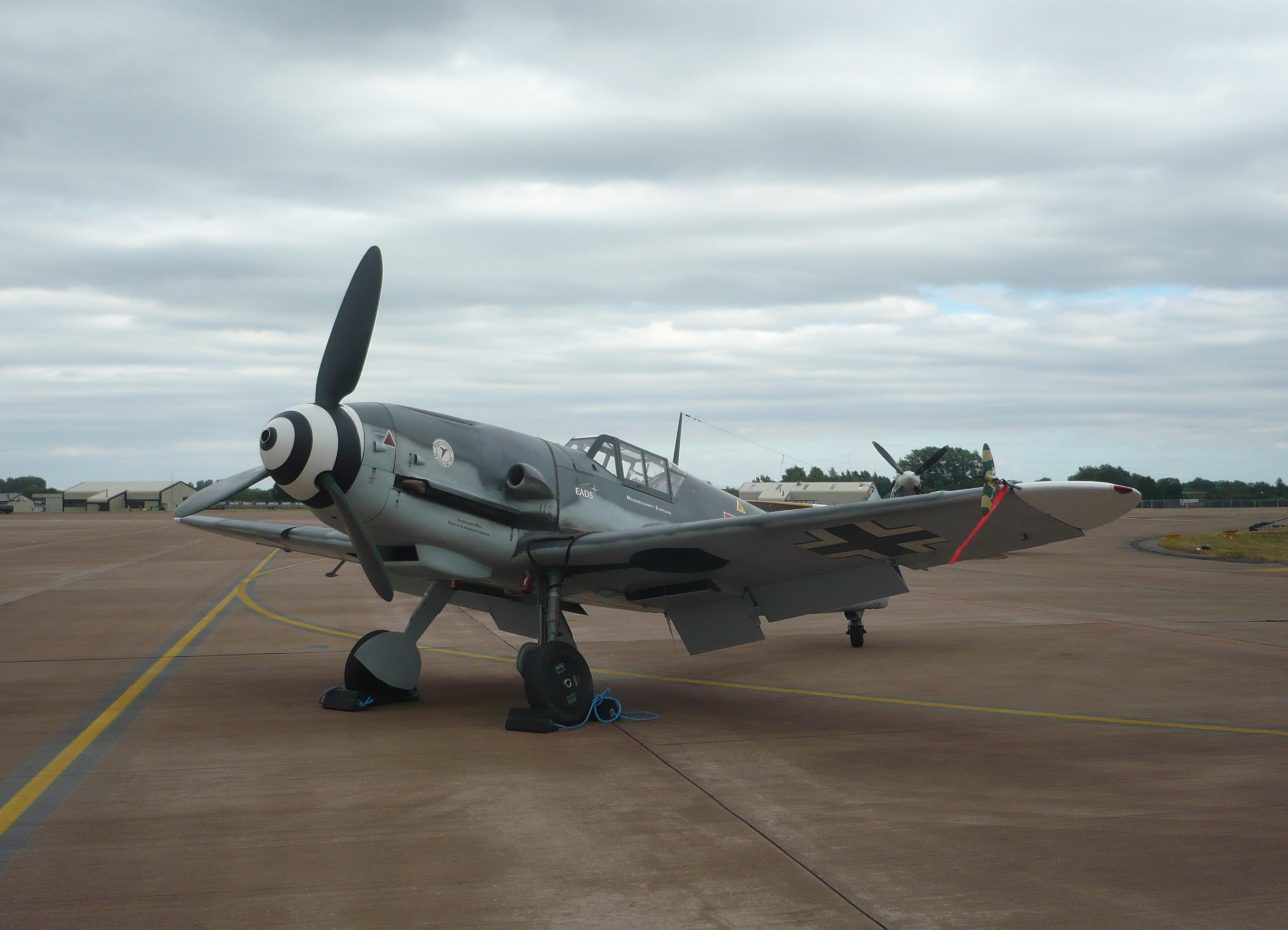
Un Bf 109G-4 restaurado, exhibición RIAT 2010.

- Un Bf 109G-4 de la JG 52 recuperado del Mar Negro está expuesto en el Technikmuseum Speyer.[27]
- También hay un Bf 109G-6 en el Museo de la Automoción y la Tecnología de Sinsheim.[28][29]

Australia
- Un Bf 109G-6 está expuesto en el Memorial de Guerra Australiano, en Canberra.[30] Es el último ejemplar que conserva su camuflaje original y sus marcas de la Luftwaffe.

Brasil
- Un Bf 109G-2 está expuesto en el Museo TAM cerca de São Carlos, 250 km al noroeste de la ciudad de São Paulo.

Canadá
- Un Bf 109F-4/Trop está expuesto en el Museo de la Aviación y el Espacio de Canadá en Ottawa, Ontario.

Estados Unidos
- Un Bf 109G-6 está expuesto en el Museo Nacional de la Fuerza Aérea de Estados Unidos (antes United States Air Force Museum), es el museo oficial de la Fuerza Aérea de Estados Unidos y está situado en Wright-Patterson Air Force Base, en Riverside, cerca de Dayton (Ohio).
- Un Bf 109G-6 está expuesto en el Museo Nacional del Aire y el Espacio en Washington D. C.
- Un Bf 109G-10 está expuesto en el Museo de la Aviación y el Espacio Evergreen.[31] en McMinville, Oregón. Se encuentra en condiciones de volar.

Finlandia
- Un Bf 109G-6 ("MT-452") está expuesto detrás de un cristal fuera del Regimiento Jaeger en Utti, Kouvola.
- Otro Bf 109G-6 ("MT-507") está expuesto en el Museo de Aviación de Finlandia Central, en Tikkakoski.[32]

Reino Unido
- Un Bf 109G-2/Trop y un Bf 109E-3 se encuentran preservados en exposición pública en el Museo de la Royal Air Force de Londres.[33]

Rusia
- Un Bf 109G-6 (Werk-Nummer 411768) restaurado se encuentra expuesto en el Museo Técnico de Zadorozhny, en Moscú.

Sudáfrica
- Un Bf 109F-2 preservado está expuesto en el Museo Nacional de Historia Militar Sudafricano en Johannesburgo. En este museo también se encuentra un Bf 109E que se estrelló durante la Batalla de Inglaterra.

## Especificaciones (Bf 109 G-6)
Referencia datos: The Great Book of Fighters

### Características generales
- Tripulación: Uno (piloto)
- Longitud: 9 m (29,4 ft)
- Envergadura: 9,9 m (32,6 ft)
- Altura: 2,6 m (8,5 ft)
- Superficie alar: 16,1 m² (172,8 ft²)
- Peso vacío: 2247 kg (4952,4 lb)
- Peso cargado: 3148 kg (6938,2 lb)
- Peso máximo al despegue: 3400 kg (7493,6 lb)
- Planta motriz: 1× motor lineal V12 invertido refrigerado por líquido Daimler-Benz DB 605A-1.
  - Potencia: 1085 kW (1496 HP; 1475 CV)
- Hélices: 1× VDM 9-12087 de tres palas, de aleación ligera y paso variable por motor.
- Diámetro de la hélice: 3 m

### Rendimiento
- Velocidad máxima operativa (Vno): 640 km/h (398 MPH; 346 kt) a 6300 m
- Velocidad crucero (Vc): 590 km/h (367 MPH; 319 kt) a 6000 m
- Alcance: 850 km (459 nmi; 528 mi) , 1000 km con depósito de combustible auxiliar
- Techo de vuelo: 12 000 m (39 370 ft)
- Régimen de ascenso: 17 m/s (3346 ft/min)
- Carga alar: 196 kg/m² (40,1 lb/ft²)
- Potencia/peso: 344 W/kg

### Armamento
- Ametralladoras: 

  - 2x MG 131 de 13 mm, con 300 proyectiles cada una, sobre el motor

- Cañones: 

  - 1× MG 151/20 de 20 mm, con 200 proyectiles, en el eje de la hélice (motorkanone). La variante G-6/U4 monta en su lugar un MK 108 de 30 mm con 65 proyectiles.
  - 2× MG 151/20 de 20 mm adicionales en pods subalares con 135 proyectiles (kit opcional Rüstsatz VI').
- Bombas: 

  - 1 de 250 kg
  - 4 de 50 kg
- Cohetes: 2× lanzadores WGr 21 de 21 cm (G-6 con BR21)
- Otros: 1× tanque de combustible externo desechable de 300 l

### Aviónica
- Radiocomunicación FuG 16Z
- Sistema identificador amigo-enemigo FuG-25a

## Aeronaves relacionadas

### Desarrollos relacionados
- Arado Ar 80
- Focke-Wulf Fw 159
- Hispano Aviación HA-1109
- Avia S-99/S-199
- Messerschmitt Me 109TL
- Messerschmitt Me 209
- Messerschmitt Me 209-II
- Messerschmitt Me 309
- Messerschmitt Me 409
- Messerschmitt Me 509
- Messerschmitt Me 609

### Aeronaves similares
- Focke-Wulf Fw 190
- Heinkel He 112
- Grumman F6F Hellcat
- North American P-51 Mustang
- Curtiss P-40
- Dewoitine D.520
- Fiat G.55 Centauro
- Macchi C.202 Folgore
- Macchi C.205 Veltro
- Mitsubishi A6M Zero
- Kawasaki Ki-61 Hien
- Hawker Hurricane
- Martin-Baker M.B.5
- Supermarine Spitfire
- Lavochkin La-7
- Yakovlev Yak-9

### Secuencias de designación
- Secuencia Bf/Me _ (designaciones del RLM para Messerschmitt): Bf 108 - Bf 109 - Bf 110 - Me 155 - Bf 161 →
- Secuencia Numérica (designaciones del RLM 1933-1945): ← Kl 106 - Kl 107 - Bf 108 - Bf 109/Bf 109R - Bf 110 - He 111/He 111U - He 112 →
- Secuencia C-_ (Entrenadores checoslovacos, 1945-1958): ← C-7 - C-8 - C-9 - C-10 - C-11 - C-12 - C-13 -- C-104 - C-105 - C-106 - C-110 - C-112 - C-205 - C-206 - C-210
- Secuencia Numérica (Aeronaves del Ejército del Aire español, 1939-1945): ← 4W - 5 - 5W - 6 - 7 - 8 - 9 →
- Secuencia C._ (Aeronaves de Caza del Ejército del Aire español, 1945-1954): C.1 - C.2 - C.3 - C.4 - C.5 - C.6 - C.7 - C.8 - C.9 - C.10 - C.11 - C.12
- Secuencia C._ (Aeronaves de Caza del Ejército del Aire español, 1954-1978): C.1 - C.4E/J - C.5 - C.6 - C.8 →